# Убийство в Кэмден-Тауне
«Убийство в Кэмден-Тауне» (англ. «The Camden Town Murder») — цикл картин британского художника Уолтера Ричарда Сикерта, созданный им в 1907—1909 годах. Существуют три разных картины, безусловно соотносимые искусствоведами с данным циклом. Одна из них присутствует в двух различных вариантах, каждый из которых обычно считается самостоятельной картиной: «Летний день, или Где нам взять деньги на оплату жилья?» (1908—1909, англ. «Summer Afternoon, or What shall we do for the Rent?», полотно также известно под названием «Серия „Убийство в Кэмден-Тауне“, № 2», англ. «The Camden Town Murder Series No. 2»), существует обрезанная версия этой картины, находящаяся в частной коллекции (1908—1909, это полотно известно также под названием «Серия „Убийство в Кэмден-Тауне“, № 1», англ. «The Camden Town Murder Series No. 1»). Также к серии искусствоведы относят полотна Уолтера Сикерта «Убийство в Кэмден-Тауне, или Что нам делать, чтобы оплатить аренду жилья?» (англ. «The Camden Town Murder, or What shall we do for the Rent?», около 1908 года) и «Кэмден-таунское дело» (англ. «L’Affaire de Camden Town», 1909).
Название цикла соотнесено художником с убийством лондонской проститутки Эмили Диммок, которое было совершено 11 сентября 1907 года поблизости от двух студий Сикерта и недалеко от его квартиры в Кэмден-Тауне. Преступление привлекло внимание печати и общественности. Убийца так и остался неразоблачённым, единственный подозреваемый был оправдан коллегией присяжных. Некоторые современные исследователи предполагают, что Уолтер Сикерт сам был причастен к серии убийств конца XIX — начала XX века, в том числе и к убийству Диммок.
Сохранилось большое количество подготовительных рисунков к картинам цикла. В 2007 году полотна из серии «Убийство в Кэмден-Тауне» и наброски к ним были собраны на выставке, состоявшейся в Галерее Института искусств Курто в Лондоне. Эти работы Уолтера Сикерта привлекают пристальное внимание современных историков искусства и культурологов.

## История создания, состав серии и судьба картин, входящих в серию

### Убийство Эмили Диммок
Убийство Эмили Диммок было совершено в 1907 году поблизости от двух студий Сикерта (они располагались в домах 18 и 27 по Фицрой-стрит) и недалеко от его квартиры (спальню своей квартиры по адресу Морнингтон Кресент 6 художник изобразил на картине «Спальня Джека-потрошителя»).

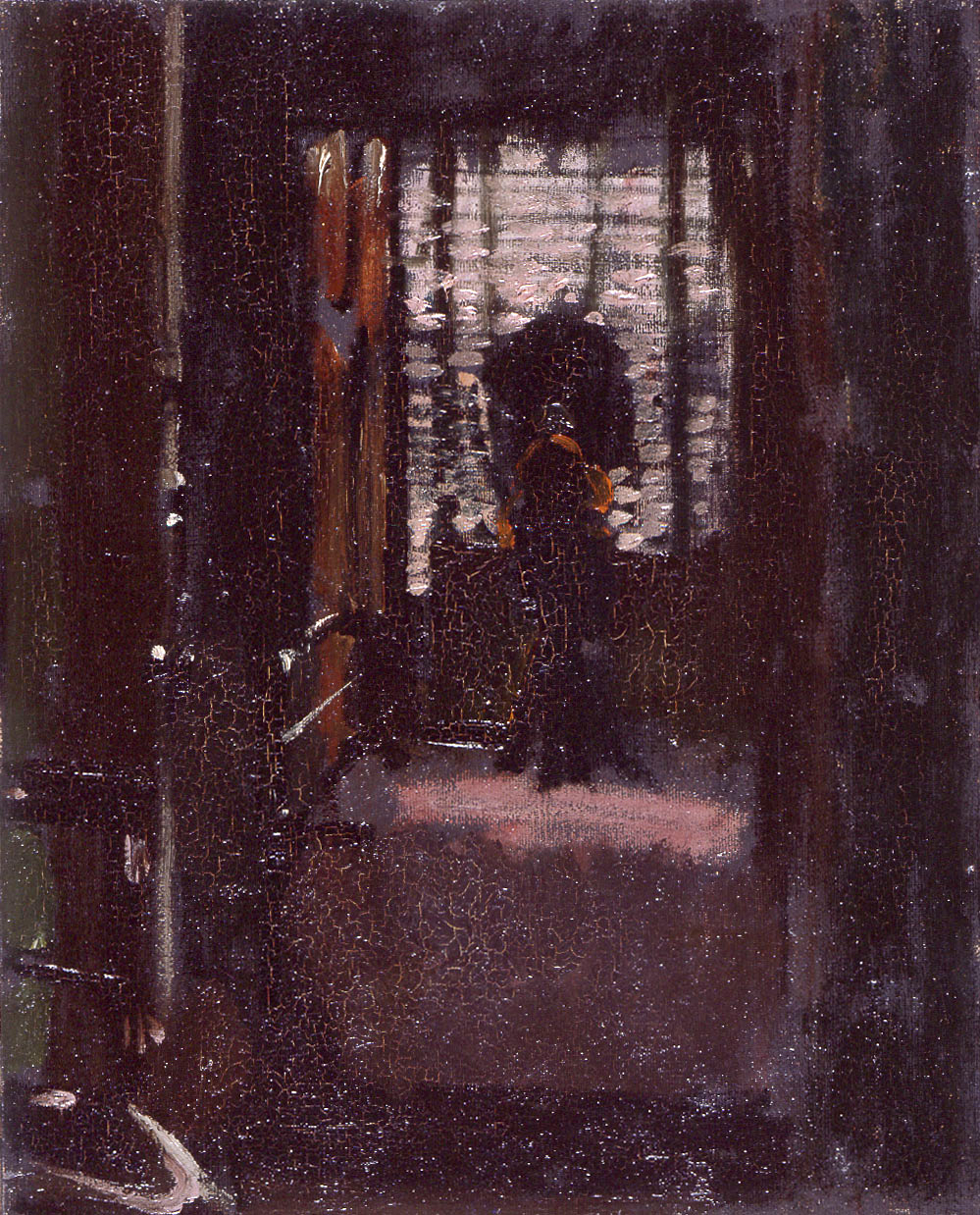
Уолтер Сикерт. Спальня Джека-потрошителя, 1908

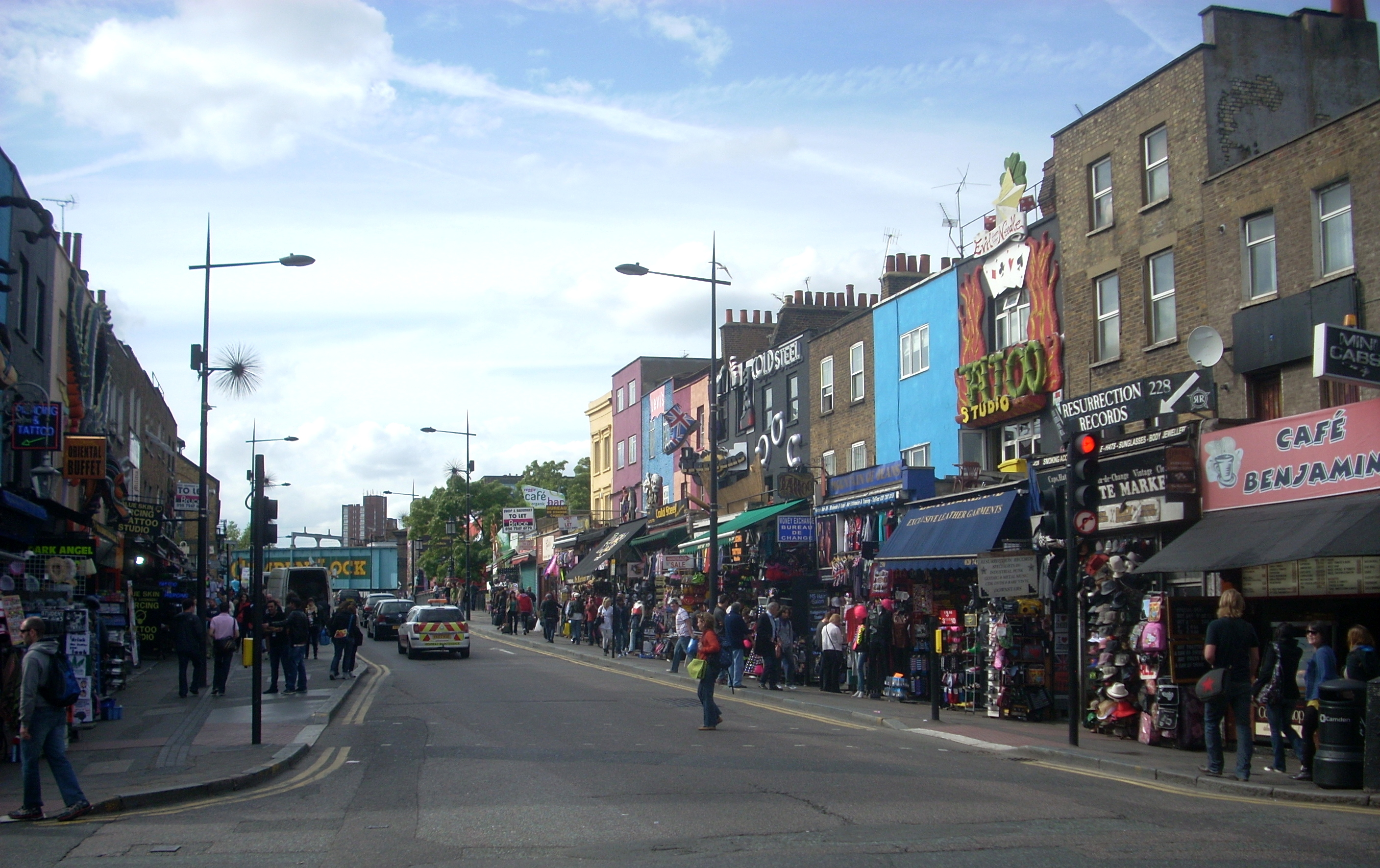
Кэмден-Таун в 2009 году

Эмили Диммок и её сожитель Бертрам Шоу снимали две комнаты на первом этаже (в доме 29 по Сент-Пол-роуд). Одна из них играла роль гостиной, другая представляла собой тесную спальню. Эмили Диммок исполнилось двадцать два года. У неё был средний рост, бледная кожа и тёмно-русые волосы. Было известно, что Эмили вела аморальный образ жизни. Писатель и криминалист Патрисия Корнуэлл утверждала, что молодую женщину «терзала неутолимая жажда возбуждения и мужского внимания». Диммок чаще всего выходила из дома около 20:00 и возвращалась, когда домовладельцы, супруги Стоксы, уже спали. Они заявили в ходе следствия, что ничего не знали о ночных похождениях Эмили. Обычно она принимала клиентов дома после 00:30, когда пабы были уже закрыты. 12 сентября 1907 года её обнажённое тело было обнаружено в постели с перерезанным горлом. Полиция первоначально предположила самоубийство. Сожитель Эмили Бертрам Джон Юджин Шоу работал поваром на Мидлендской железной дороге. Шесть раз в неделю он отправлялся на поезде в 17:42 в Шеффилд, а возвращаясь с работы, уже на следующий день приезжал на вокзал в 10:40. В 11:30 он обычно возвращался домой. Бертрам Шоу сообщил полиции, что не имеет представления, что Эмили делала по ночам. Однако по убеждению полицейских Шоу знал, что Эмили занималась проституцией с момента их знакомства. Правда, она дала ему клятву, что покончит с этим занятием, и стала зарабатывать шитьём.

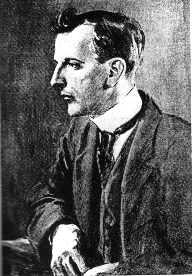
Художник Роберт Вуд, подозреваемый в убийстве проститутки в Кэмден-Тауне

Врач, вызванный полицейскими, предположил, что Диммок была убита во сне. Тело лежало лицом вниз, левая рука была согнута и закинута за спину, ладонь — в крови, правая рука — вытянута вперёд и лежала на подушке. Патрисия Корнуэлл полагала, что такое положение тела нельзя считать естественным. Так как между спинкой кровати и стеной было мало места, убийца не мог наброситься на жертву сзади. По мнению криминалиста, он повалил женщину на кровать, «оседлал её, левой рукой за волосы поднял её голову и правой перерезал горло». Из шкафа были извлечены ящики, вещи из них разбросаны по полу. Альбом Эмили был раскрыт, несколько открыток пропало. Окна в комнатах были закрыты, но шторы в гостиной остались открытыми. Двери в квартиру были заперты и Шоу, вернувшись с работы, не мог попасть домой.
Эмили Диммок страдала от венерического заболевания и заразила большое количество мужчин. Вскоре у полиции появился список бывших клиентов, у которых были причины желать её смерти. В прошлом Диммок неоднократно угрожали. Эмили Диммок утверждала, что любит искусство, собирала дешёвые открытки, которые хранила в особом альбоме. Последнюю открытку, которую Эмили добавила к своей коллекции, ей подарил 6 сентября в пабе «Восходящее солнце» малоизвестный художник Роберт Вуд. В последний раз Эмили Диммок видели живой в пабе «Орёл» вечером 11 сентября. В разговоре она сообщила, что получила открытку от мужчины, который хотел встретиться с ней («Встречай меня сегодня в восемь вечера в „Орле“. Берти», — было написано на открытке). Из-за этой открытки Вуда (которого друзья называли как раз Берти) задержали по подозрению в убийстве Эмили Диммок. После длительных и широко освещаемых в прессе следствия и судебного процесса Роберт Вуд был оправдан вердиктом присяжных.
В день вынесения вердикта 18 декабря от 7 до 10 тысяч человек собрались у здания суда. Уличное движение было остановлено, а когда Роберт Вуд был оправдан, то театральные представления были прерваны, чтобы сделать объявление об этом событии. Искусствовед Лиза Тикнер объясняла такое внимание общества к преступлению болезненным увлечением прессы темами секса и насильственной смерти, а также очарованием таких популярных жанров литературы XIX века, как детектив и роман — «суд был „похож“ на эти литературные формы и столь же драматичен по своим последствиям; преступление и наказание (и проституция) были главными темами литературного реализма XIX века, а детектив — одним из самых распространённых жанров в популярной художественной литературе».

### Уолтер Сикерт и убийства проституток в 1888 и 1907 годах

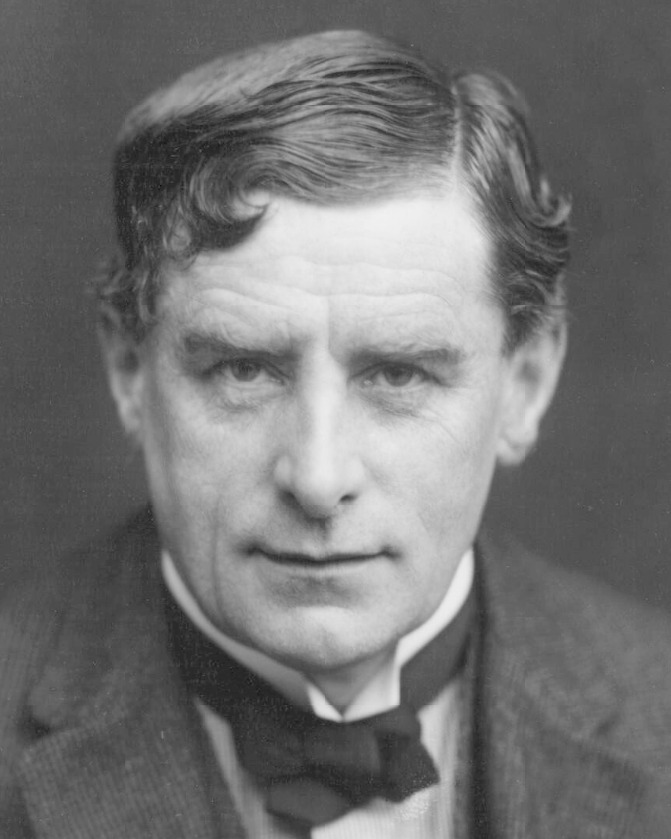
Уолтер Сикерт на фото 1911 года

В 1976 году журналист и писатель Стивен Найт в книге «Джек-потрошитель: Окончательное заключение» утверждал, что Сикерт был вынужден стать соучастником в убийствах Джека-потрошителя осенью 1888 года. Он выгораживал убийцу, пытавшегося устранить свидетелей морганатического брака внука королевы Виктории Альберта Виктора, герцога Кларенса, известного своим распутным образом жизни. Информацию Найт получил от некоего Джозефа Гормана, который утверждал, что является незаконнорождённым сыном Сикерта. Горман позже признал, что лгал. В 1990 году Джин Овертон Фуллер в своей книге «Сикерт и преступления Потрошителя», утверждала уже, что сам Сикерт мог быть Джеком-потрошителем.
Наиболее известной сторонницей версии того, что Сикерт был убийцей, является в настоящее время британская писательница и криминалист Патрисия Корнуэлл. Её внимание к серии картин Сикерта привлёк следователь Джон Грив. По его мнению, Уолтер Ричард Сикерт изобразил несколько сцен убийства на целом ряде своих картин 1900-х годов, получившем известность как цикл «Убийство в Кэмден-Тауне». Сюжет их, с точки зрения Корнуэлл, следует трактовать так: полностью одетый мужчина сидит на краю постели, где лежит обнажённая проститутка, которую он только что убил. Именно во время создания картин серии «Убийство в Кэмден-Тауне» Сикерт часто шокировал своих гостей неожиданными и странными поступками. Однажды, вскоре после убийства проститутки в Кэмден-тауне в 1907 году, гости Сикерта пришли к нему в студию и обнаружили в постели хозяина манекен, лежащий в позе трупа, и самого художника, который имитировал недавно совершённое убийство в роли преступника. Андре Дюнуайе де Сегонзак, известный французский художник-иллюстратор, близко знавший Сикерта, писал о том, что последний был увлечён личностью Джека-потрошителя, утверждая, что «жил» в Уайтчепеле в том самом доме, где проживал Джек-потрошитель, и часто рассказывал знакомым «об осторожной и достойной изучения жизни этого чудовищного убийцы».
Уолтер Сикерт с 1905 года проживал в районе Кэмден-Таун в непосредственной близости от места преступления. В письме к своей американской подруге Нэн Хадсон он рассказал историю о женщине, которая жила этажом ниже его апартаментов в доме 6 по Морнингтон Кресент. Она поднялась в его комнату ночью. Голова её якобы загорелась, словно факел, от целлулоидной расчёски. Сикерт погасил её волосы руками так быстро, что, по его словам, даже не обжёгся. Художник утверждал, что женщина не пострадала, но осталась лысой. По мнению Патрисии Корнуэлл, Сикерт мог выдумать этот инцидент, чтобы обеспечить себе алиби на ночь убийства Диммок. Художник не датировал написанных им писем, включая и письмо о соседке с загоревшимися волосами.
В кэмден-таунский период своего творчества художник начал создавать самые жестокие свои картины. Ничего подобного в 1888—1889 годах Сикерт не писал и не рисовал. Изображать мёртвые тела позже стало для него навязчивой идеей. Во время Первой мировой войны он рисовал раненых и убитых в госпитале, гордо заявляя про одного из них: «Я успел нарисовать его живым, а потом и мёртвым». Корнуэлл считает, что во время своих ночных путешествий по Лондону Сикерт мог видеть Эмили Диммок, спешащую домой с клиентом. Художник мог выяснить её привычки и догадаться по её состоянию, что Эмили распространяет венерическое заболевание. Когда оно обострялось, то на лице появлялись язвы. Такие язвы были обнаружены после смерти Диммок. Соприкосновение с заражённой кровью было опасно, как и сексуальные отношения. С точки зрения Корнуэлл, Сикерт «не стал потрошить тело и извлекать органы, чтобы не подвергать себя огромному риску». Она добавляет также, что он «был достаточно умён, чтобы не повторять события двадцатилетней давности».
В начале XX века Сикерта воспринимали как известного художника и уважаемого человека. Его знакомство с деталями преступлений объяснялось современниками обычно присутствием художника на месте преступления с разрешения полиции для творческих целей. По мнению же Корнуэлл, появление Сикерта на месте преступления должно было обеспечить ему алиби. Оно объясняло возможное обнаружение в доме отпечатков пальцев, которые могли быть идентифицированы как принадлежащие Уолтеру Ричарду Сикерту. В полицейских рапортах Корнуэлл не обнаружила упоминаний о том, что некий художник находился на месте преступления и делал зарисовки. Правда, она отмечала, что, когда сама в качестве писателя, пишущего на криминальную тему, посещала места преступлений, её имя также не упоминалось в полицейских рапортах.
По мнению большинства историков и искусствоведов, «бросается в глаза, что доказательства, собранные Патрицией Корнуэлл, являются косвенными и носят умозрительный характер». Художественный критик Вальдемар Янущак даже назвал книгу Корнуэлл «глупой», добавив, что в ней нет ни одного убедительного аргумента. Старший преподаватель истории искусств в Университете Восточного Лондона Эндрю Стивенсон считал, что во время убийства Диммок Сикерт находился в Дьеппе и черпал информацию из сообщений в прессе.
Обычно искусствоведы трактуют картины данного цикла как эпизоды из повседневной жизни лондонских низов. Искусствовед Венди Бэрон, издавшая три монографии о творчестве художника, так описывает одну из картин серии:

Внимание Сикерта было обращено на трагедии реальной жизни, ежедневно происходящие вокруг него в закоулках Кэмден-Тауна, где продажа тела была наиболее доступным способом зарабатывания денег для бедных женщин… Настроение картины — не насилие, но грусть и доверительность. Каждая фигура погружена в собственные мысли, мужчина опустил голову на сложенные руки в отчаянии.— Венди Бэрон. Сикерт: Живопись и рисунки

### Работа художника над картинами цикла
29 ноября 1937 года (через 30 лет после убийства Диммок) в газете Evening Standard появилась короткая заметка о картинах Сикерта середины 1900-х годов. В ней сообщалось, что «Сикерту, который жил в Кэмден-Тауне, было позволено войти в дом, где совершилось убийство. Он сделал несколько набросков с убитой женщины». Патрисия Корнуэлл замечала, что сразу же после прибытия доктора, осмотревшего тело, труп перевезли в морг Сент-Панкрас, поэтому у Сикерта было всего два-три часа на то, чтобы зарисовать тело Эмили. Корнуэлл допускала, что художник действительно мог попросить у полиции разрешение увидеть место преступления и сделать несколько набросков. Сикерт был знаменитостью, поэтому полиция не отказала бы ему в данной просьбе.
Подруга Сикерта, художница Марджори Лилли подробно описала работу Уолтера Сикерта над полотнами серии «Убийство в Кэмден-Тауне». Она отметила его одержимость преступлением, олицетворением которого являлся для него Джек-потрошитель. Лилли описала его студию на Фицрой-стрит (известную тем, что когда-то она принадлежала английскому художнику Уильяму Пауэллу Фрайту, специализировавшемуся на портретах и картинах из жизни общества викторианской эпохи) как «огромный голый сарай без ковра, окутанный тенями, в густой пыли, пахнущий краской и сигарами».
У двери находились железная кровать, подвесной книжный шкаф и стёганое одеяло. С их помощью Сикерт конструировал мизансцену будущей картины. Он начинал свою карьеру в искусстве как актёр и не преминул использовать навыки этой профессии в создании картин. В студии был «красный носовой платок Билла Сайкса, свисающий со столба кровати», который Лилли назвала «спасательным кругом, направляющим ход его [художника] мыслей» (по свидетельству Лилли, даже домовладелица «уважала носовой платок и оставляла его на месте, когда приходила делать уборку»): «Сикерт работал над одним из своих полотен [цикла] „Убийство в Кэмден-Тауне“, и пока он в очередной раз переживал эту сцену, он играл роль хулигана, свободно завязав платок вокруг шеи, натянув на глаза шапку и зажигая фонарь. Неподвижный, глубоко утонувший в своём кресле, потерянный в длинных тенях этой огромной комнаты, он часами медитировал над своей темой».
В начале XX века считалось, что, если преступник перед казнью повязывает на шею красный платок, это означает, что он никому не признался в совершённом и уносит свои тайны с собой в могилу. По словам Лилли, Сикерт настолько ценил принадлежавший ему красный платок, что должен был постоянно держать его в пределах видимости. Период серии «Кэмден-таунского убийства» в творчестве художника начался сразу после убийства проститутки Эмили Диммок. Лилли уверяла, что в это время у Сикерта были две навязчивые идеи: преступления и священнослужители.
Существует устное предание, с которым искусствовед Венди Бэрон познакомилась в ходе беседы с сотрудником Redfern Gallery в Лондоне, утверждающее, что Сикерт использовал Роберта Вуда, оправданного присяжными на судебном процессе по обвинению в убийстве Диммок, в качестве натурщика для всех картин цикла «Убийство в Камден-Тауне».

## Состав цикла «Убийство в Кэмден-Тауне»

### Работа над реконструкцией авторского замысла серии
Во время своей лекции перед учащимися Школы искусств в Танете в 1934 году Сикерт заявил:

Говорят, что мы — великая литературная нация, но нас не волнует литература, нам нравятся фильмы и нам нравятся хорошие убийства… Я не выступаю против этого, так как однажды я написал целую серию [картин] об убийстве в Кэмден-Тауне, ведь убийство — такая же хорошая тема, как и любая другая.— Лиза Тикнер. Уолтер Сикерт: Убийство в Кэмден-тауне и криминальный таблоид
Точное соотнесение картин Сикерта с этой серией представляет для исследователей серьёзное затруднение. Лиза Тикнер отмечала две причины этого. Во-первых, иногда художник использовал альтернативные названия для одной и той же картины, а иногда одно и то же — для разных. Во-вторых, существуют полотна, такие как «Рассвет: Кэмден-Таун» (англ. «Dawn: Camden Town»), местом действия которых является тот же район, присутствуют интерьеры спальни и мрачная атмосфера, но без какого-либо упоминания убийства в их названиях.
Лиза Тикнер считает, что вскоре после убийства Эмили Диммок Сикерт создал одну за другой четыре картины, которые бесспорно можно отнести к серии «Убийство в Кэмден-Тауне». Обычно эти четыре работы называются в составе цикла и средствами массовой информации. Художником было создано также менее известное полотно «Спальня Джека-потрошителя», сюжет которого соотносится с деятельностью так и не пойманного серийного убийцы, совершавшего преступления осенью 1888 года. Эта картина 1908 года не включается в серию, она принадлежит Манчестерской художественной галерее и хранится в её запасниках.
Три картины безусловно соотносятся искусствоведами с данным циклом. Одна из них существует в двух разных вариантах, каждый из которых иногда считается самостоятельной картиной. В этом случае серия состоит из четырёх полотен, выполненных маслом по холсту. Одна из этих картин («Убийство в Кэмден-Тауне, или Что нам делать, чтобы расплатиться с арендной платой?») имеет два названия — криминальное и бытовое; две другие — двусмысленные названия («Летний день, или Где нам взять деньги на оплату жилья?» — именно эта картина имеет два варианта — и «Кэмден-таунское дело»), которые, по мнению Лизы Тикнер, могут толковаться различным образом. Эндрю Стивенсон относил к серии, связанной с гибелью Диммок, первую и третью картины, которые в его статье в сборнике, изданном Галереей Тейт, названы «Убийство в Кэмден-Тауне» и «Кэмден-таунское дело».
Британский историк и писатель Стелла Тиллиард в эссе «Конец викторианского искусства: У. Р. Сикерт и защита иллюстративной живописи» попыталась реконструировать единое повествование не только на основе четырёх картин Сикерта, но и с использованием его набросков к этим полотнам. По её мнению, началом такого повествования является изображение сделки клиента и проститутки (рисунок пары, сидящей в постели, соответствующий № 268 в монографии Венди Бэрон о творчестве Сикерта 1973 года). Следующий эпизод — схватка (рисунок «Избалованная красота»). Третий эпизод фиксирует пару после совершения преступления (рисунок и картина «Убийство в Камден-Тауне»). Заключительный эпизод изображает последний взгляд убийцы на жертву перед его уходом (рисунок и картина «Кэмден-таунское дело»). Лиза Тикнер отвергает такую последовательность, указывая, например, что стройный, гладко выбритый мужчина на первом рисунке, — вовсе не тот натурщик, что изображён в других эпизодах, и очень похож на самого Сикерта.
В октябре 2007 — январе 2008 годов 27 картин, рисунков и пастелей, включая картины и наброски к серии «Убийство в Кэмпден-Тауне», были представлены на выставке «Уолтер Сикерт: Обнажённые Кэмден-Тауна» (англ. «Walter Sickert: Camden Town Nudes» в Галерее Института искусств Курто в Лондоне. Выставка широко освещалась в прессе.

### «Летний день, или Где нам взять деньги на оплату жилья?»
Картина «Летний день, или Где нам взять деньги на оплату жилья?» (1908—1909, англ. «Summer Afternoon, or What shall we do for the Rent?», она известна также под названием «Серия „Убийство в Кэмден-Тауне“, № 2», англ. «The Camden Town Murder Series No. 2», Музей и художественная галерея в Керколди, округ Файф в Шотландии, инв. KIRMG:335, 1907—1909). Техника исполнения полотна — масляная живопись по холсту, размер — 51,5 × 41 см. Картина была приобретена в составе коллекции Дж. У. Блита при содействии Фонда закупки местных музеев и Национального фонда коллекций произведений искусства (Фонд Юджина Креметти) в 1964 году.
Эта картина демонстрировалась на выставке в Эдинбурге (Шотландия) в 1953 году, на выставке Общества изящных искусств в 1973 году, на выставке Королевской академии в 1992—1993 годах и в Кендале в 2004 году.
Существует обрезанная версия этой картины, находящаяся ныне в частной коллекции (1908—1909, эта картина также известна под названием «Серия „Убийство в Кэмден-Тауне“, № 1», англ. «The Camden Town Murder Series No. 1», холст, масло, 61 × 40,6 см, собрание семьи Даниэля Катца). Она демонстрировалась на выставках в Галерее Тейт в 1960 году и в Хампстеде в 1965 году (на выставке «Группа Кэмден-Таун»).
Обе эти версии картины, как предполагают британские историки искусства, были выставлены в Париже на «Осеннем салоне» в 1909 году, а затем — на первой выставке группы «Кэмден-Таун» (влиятельное объединение английских художников-постимпрессионистов) в Галерее Карфакс в Лондоне в июне 1911 года как «Убийство в Кэмден-Тауне» (англ. «The Camden Town Murder») № 1 и № 2.
Противоречивые названия этих двух полотен привели к тому, что разными исследователями творчества художника их сюжет интерпретируется или как изображение проститутки и её клиента, или как изображение убийцы и его жертвы. С точки зрения Венди Бэрон, более убедительное прочтение «этих странно нежных и созерцательных картин», «убедительно подтверждённых», по её мнению, рисунком «Мы спали вместе» (итал. «Slemmo Insieme», уголь с белым усилением, бумага, 24,1 × 36,8 см, подпись внизу слева: «Sickert», находится в частной коллекции), на котором двое персонажей прижимаются друг к другу, лёжа в постели, состоит в том, что «мужчина не является ни клиентом, ни убийцей проститутки, а её гражданским мужем». Искусствовед указывала, что трагедия Бертрама Шоу обычно игнорировалась, поскольку всё внимание оказывалось сосредоточенным на взаимоотношениях его «жены» и человека, обвиняемого в её убийстве.

### «Убийство в Кэмден-Тауне, или Что нам делать, чтобы оплатить аренду жилья?»
Картина «Убийство в Кэмден-Тауне, или Что нам делать, чтобы оплатить аренду жилья?» (англ. «The Camden Town Murder, or What shall we do for the Rent?», около 1908 года) в настоящее время хранится в коллекции Йельского центра британского искусства в городе Нью-Хейвен (Фонд Пола Меллона, инв. B1979.37.1). Размер полотна — 25,6 на 35,6 см. Подпись художника «Sickert» находится в правом нижнем углу.
Картина была неоднократно представлена на крупных национальных и международных выставках. Среди них: «Эдвардианское изобилие» (Йельский центр британского искусства, февраля — июнь 2013), «Пересматривая традиции» (Йельский центр британского искусства, апрель 2002 — май 2005), «Живопись и скульптура XX века» (Йельский центр британского искусства, январь — апрель 2000), «Этот другой Эдем: британские картины из коллекции Пола Меллона в Йельском университете» (Художественная галерея Южной Австралии в сентябре — ноябре 1998 года; Художественная галерея Квинсленда в августе — сентябре 1998 года, Художественная галерея Нового Южного Уэльса в мае — августе 1998 года (Австралия), «Уолтер Ричард Сикерт» (Музей Ван Гога, Амстердам, Нидерланды, февраль — май 1993); Королевская академия художеств (Лондон, ноябрь 1992 — февраль 1993), «Британское искусство XX века. 20 художников» (Галерея Хиршля и Адлера, Нью-Йорк, США, ноябрь 1990 — январь 1991), «Британские художники и скульпторы с 1905 по 1930 год» (Галерея Хиршля и Адлера, ноябрь 1987 — январь 1988).
Сикерт изобразил на картине одетого мужчину, сидящего на кровати рядом с лежащей на ней обнажённой женщиной. Её голова повёрнута от него к стене. Следов насильственной смерти, которую предполагает название полотна, на полотне не изображено. Жертва — женщина средних лет. Высказывалось мнение, что её мало привлекательное в сексуальном отношении тело — метафора разрушительного воздействия профессии (занятие проституцией) на личность. Другой заголовок этого же полотна подразумевает, что мы видим не убийцу и его жертву, а обывателя и его супругу, озабоченных отсутствием денег на самые необходимые семейные затраты. Патрисия Корнуэлл сравнивала полотно с современными фотографиями с места преступления. В трактовке искусствоведов картина Сикерта должна была, по замыслу автора, привлечь внимание зрителя к материальным нуждам рядовых британцев и состоянию их духовного кризиса.

### «Кэмден-таунское дело»
Картина «Кэмден-таунское дело» (англ. «L’Affaire de Camden Town», холст, масло, 61 × 40,6 см, подпись художника «Sickert» находится в правом нижнем углу) была представлена на выставке в Париже; её купил французский художник Поль Синьяк 20 июня 1909 года. Затем картина переходила из одной частной коллекции в другую (в 1950 и 1955 годах) и последний раз была продана на аукционе Сотбис 14 марта 1973 года (к этому времени она находилась в коллекции эсквайра Фреда Ульмана, который передал её в аренду Галерее Хаттон, Ньюкаслский университет, Ньюкасл-апон-Тайн). В настоящее время полотно находится в частной коллекции. Обозреватель газеты The Daily Telegraph писал, что эта картина «является одновременно и самой зловещей, и самой близкой по деталям к настоящему убийству». Действие происходит в комнате, оклеенной обоями с рисунком в цветочек, которые похожи на обои на газетных фотографиях спальни Эмили Диммок.
Картина неоднократно экспонировалась на выставках: в Галерее Бернхейм в Париже (1909), в Британской Галерее Тейт (1960), в ACGB в Лондоне (1960), в Аделаиде в Австралии (1968), в Королевской академии в Лондоне (1992—1993), в Мадриде (1998), в Кендале.
На полотне «Кэмден-таунское дело» мужчина изображён у самого края полотна в левом углу за железной кроватью. Он пристально смотрит на обнажённую женщину, лежащую перед ним в постели. Она согнула правую руку в локте и прикрыла им нижнюю половину лица. Как предполагают некоторые искусствоведы, таким образом женщина пытается защитить себя от мужчины. Гениталии её обнажены и «направлены на зрителя». Профессор Отделения искусств Ратгерского университета Сьюзан Сидлаускас придавала наибольшее значение именно этой картине цикла. Она писала: «Высокий темноволосый мужчина в рубашке, брюках и жилете стоит над обнажённой женщиной, которая корчится на матрасе под ним. Железные решётки кровати, кресло, стоящее перед ней, и обои с ромбовидным узором превращают в драму эмоциональную ловушку [изображённую художником]. Со скрещёнными на груди руками и слегка наклонённой вперёд головой мужчина в „Кэмден-таунском деле“ выглядит столь же угрожающе, как и женщина уязвимой. Каждая из последующих вариаций [других картин серии и набросков к ним] продемонстрировала, насколько внимателен Сикерт к различным психологическим эффектам, которые можно было передать с помощью тонких изменений жестов, позы и расположения [персонажей]». 

Картины из серии «Убийство в Кэмден-Тауне»
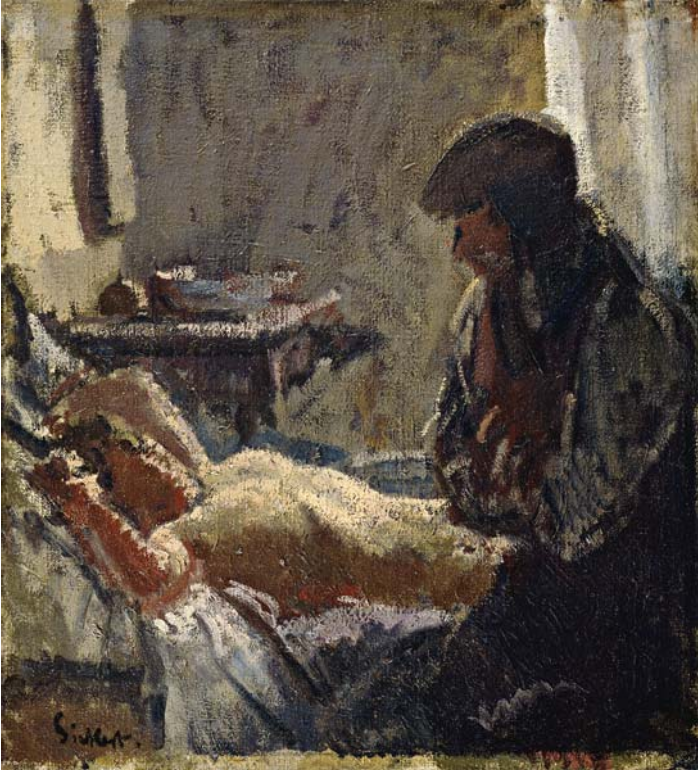
Летний день, или Где нам взять деньги на оплату жилья?, № 1, 1907—1908
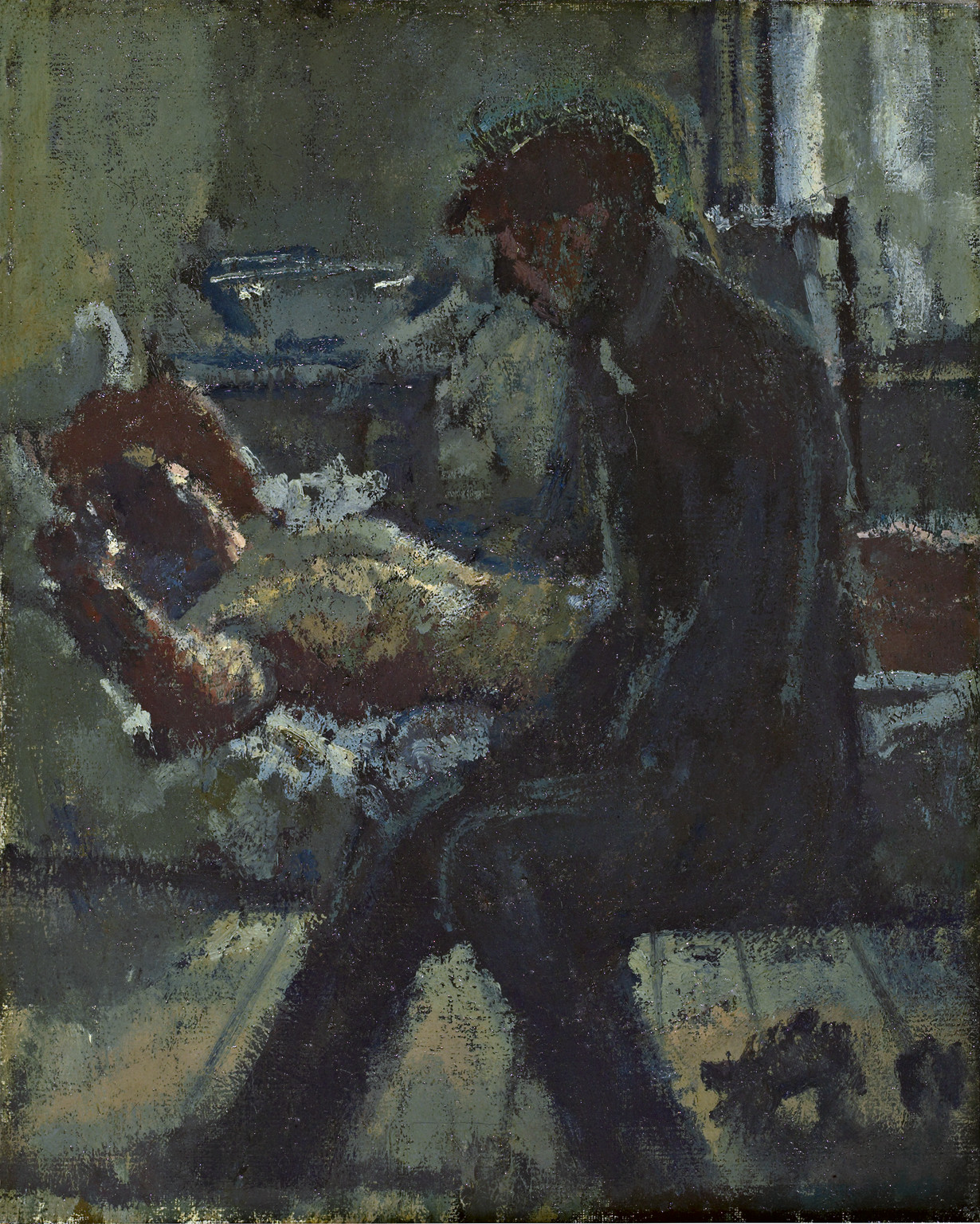
Летний день, или Где нам взять деньги на оплату жилья?, № 2, 1907–1909
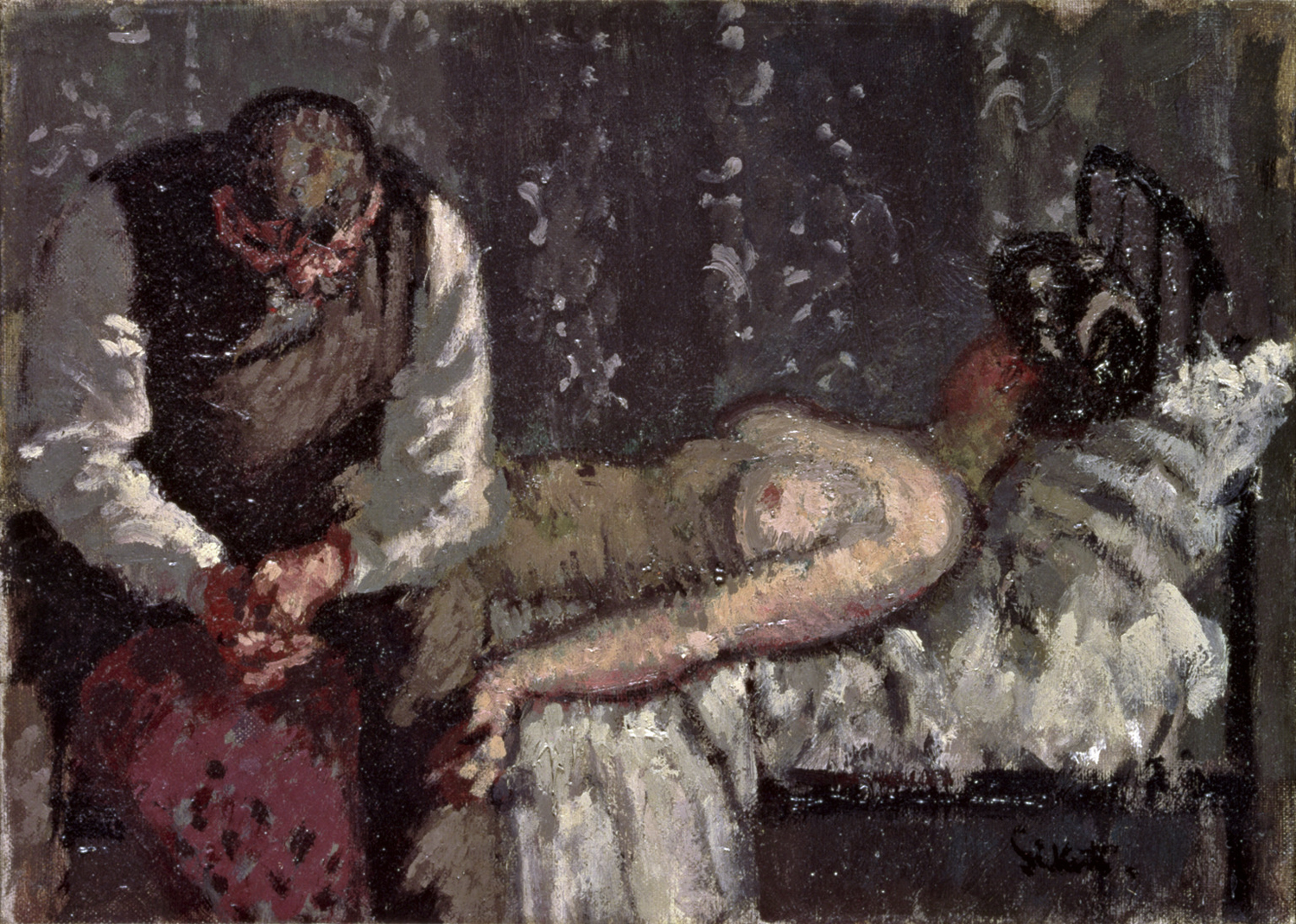
Убийство в Кэмден-Тауне, или Где нам взять деньги на оплату жилья?, 1908
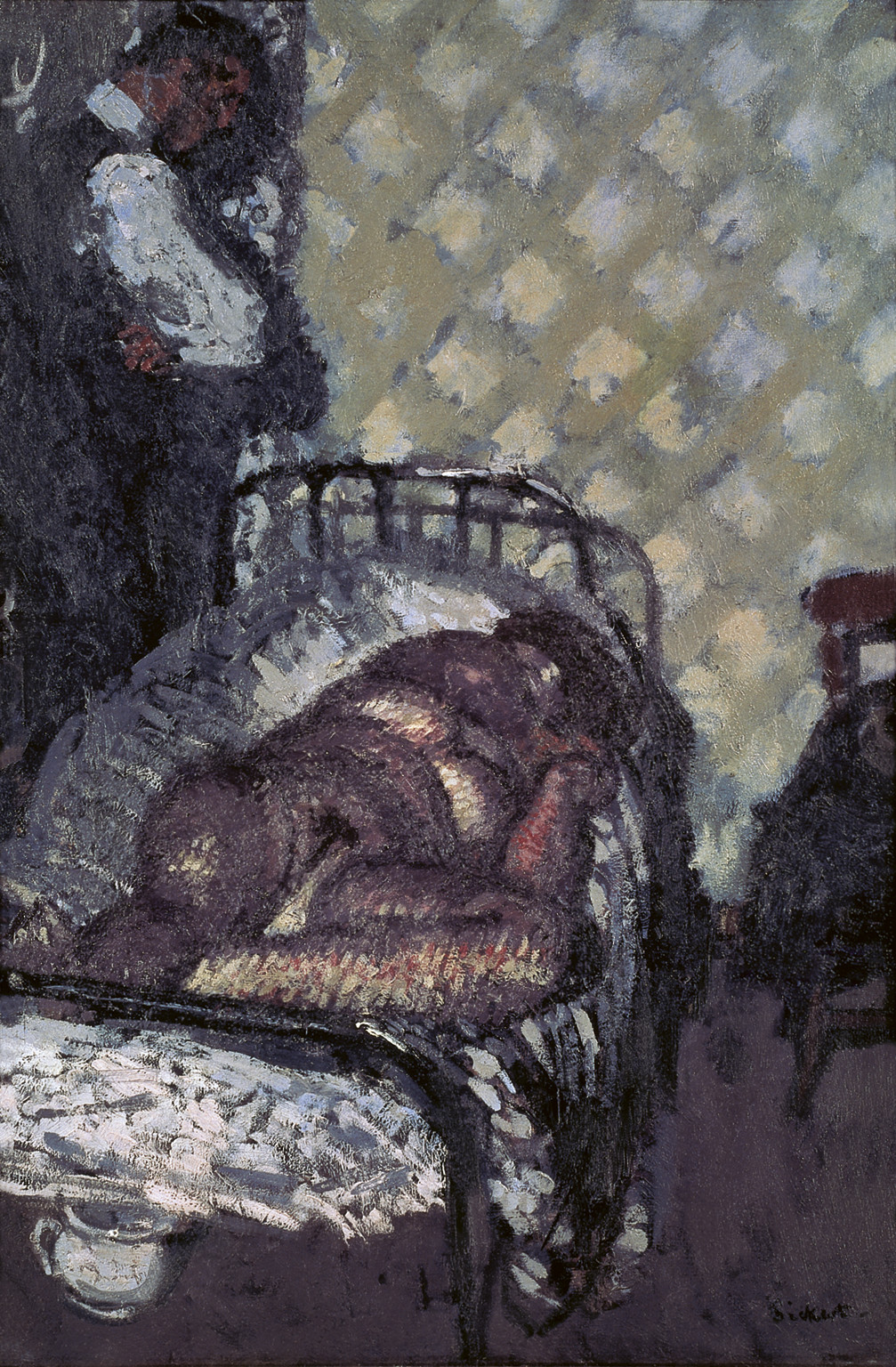
Кэмден-таунское дело, 1909

### Рисунки к серии «Убийство в Кэмден-Тауне»
Сохранились многочисленные подготовительные рисунки и этюды художника к картинам серии:
- «Утешение» (англ. «Consolation»). Этюд к картине «Убийство в Кэмден-Тауне» («Убийство в Кэмден-Тауне, или Что нам делать, чтобы оплатить аренду жилья?»), около 1908. Набросок, сделанный мелом на бумаге, 23,5 × 37,5 см. Частное собрание, США[6].
- «Убеждение» (англ. «Persuasion», набросок ранее был известен как «La Belle Gâtée, или Убийство в Кэмден-Тауне»), около 1908. Мел, бумага, 26,7 × 22,2 см[Прим 9]. Музей и художественная галерея Бристоля[англ.], Клифтон[англ.], Бристоль, Великобритания[6].
- Искусствовед Венди Бэрон считала, что исходным пунктом в работе Сикерта над полотном «Кэмден-таунское дело» стал рисунок чёрным, белым мелом и сепией «Разговор» (англ. «Conversation», 33,7 × 23,5 см, Королевский колледж искусств, Лондон)[21][41]. На этом рисунке показаны две женщины, одна из них обнажена и лежит на кровати, другая стоит рядом с ней. Она одета в костюм из шифона с корсетом. Между ними идёт дружеская беседа. Драматический потенциал отношений между двумя этими фигурами, одна из которых уязвима (положение её правой руки допускает толкование движения для защиты), обратил на себя внимание художника. Во всех последующих набросках стоящая фигура уже является мужчиной. Квадратный рисунок, датированный 1909 годом с надписью «A Signac», близок к «Разговору» позой обнажённой женщины, но мужская одетая фигура уже стоит со скрещёнными руками и воинственным профилем[41].
- Эскиз к картине «Кэмден-таунское дело», около 1909. Мел, бумага, 26,8 × 21,3 см, частная коллекция[6].
- Эскиз к картине «Кэмден-таунское дело», около 1909. Мел, бумага, 35,5 × 22,9 см, частная коллекция, Париж[6].
- «Убийство в Кэмден-Тауне», около 1909. Карандаш, бумага, 24,8 × 20,0 см, частная коллекция[6][42]. Подпись художника «Sickert» находится в нижнем правом углу. Венди Бэрон отмечала, что рисунок связан с картиной «Кэмден-таунское дело» по сюжету, но не имеет отношения к её композиции. На рисунке обнажённая проститутка и её клиент стоят. При этом мужчина стоит за женщиной, положив руки ей на плечи, как будто хочет заставить её лечь на кровать. Венди Бэрон предположила, что c этим рисунком может быть связан также карандашный набросок «Обнажённая женщина с поднятыми руками» (карандаш, белый мел, бумага, 38,1 × 24,2, см, подпись, сделанная чернилами, находится справа внизу: «Sickert»). Обнажённая фигура женщины изображена в полный рост, она обращена к зрителю, находится рядом с кроватью и композиционно близка к рисунку «Убийство в Кэмден-Тауне», однако мужчина отсутствует, а женщина удерживает волосы поднятыми руками[42].

Подготовительные рисунки к циклу «Убийство в Кэмден-Тауне», с точки зрения Венди Бэрон, гораздо более интересны, хотя и грубее, чем точно прописанные и смоделированные наброски, относящиеся к картинам обнажённой натуры 1907 года. Наибольший интерес, по мнению искусствоведа, представляет «Убеждение», резко отличающееся от предшествующих работ художника: Сикерт отверг прямолинейную плоскую геометрию, типичную для его творчества 1907—1908 годов, и вернулся к диагонально организованной композиции, которую использовал перед этим периодом; он также отказался от статичных фигур на картинах 1907 года и представил персонажей как психологически, так и физически взаимодействующими друг с другом. По мнению Бэрон, женщина кокетничает, привлекая внимание своего возлюбленного. Искусствовед не увидела в рисунке даже намёка на сюжет, связанный с убийством. Бэрон писала о присутствии в рисунке Сикерта эквивалента эффекта размытия на фотографии, фиксирующей движение, что предвосхищает открытия художников-футуристов.

Подготовительные рисунки и эскизы к серии
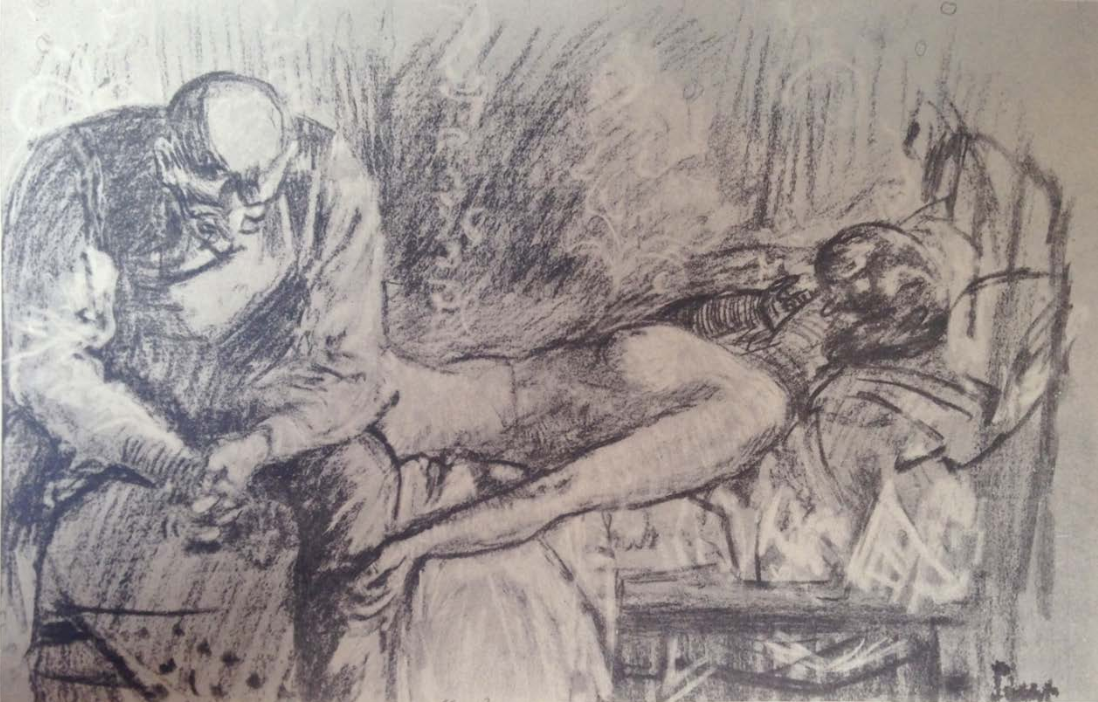
Утешение (Убийство в Кэмден-Тауне, или Что нам делать, чтобы оплатить аренду жилья?), 1908. Набросок
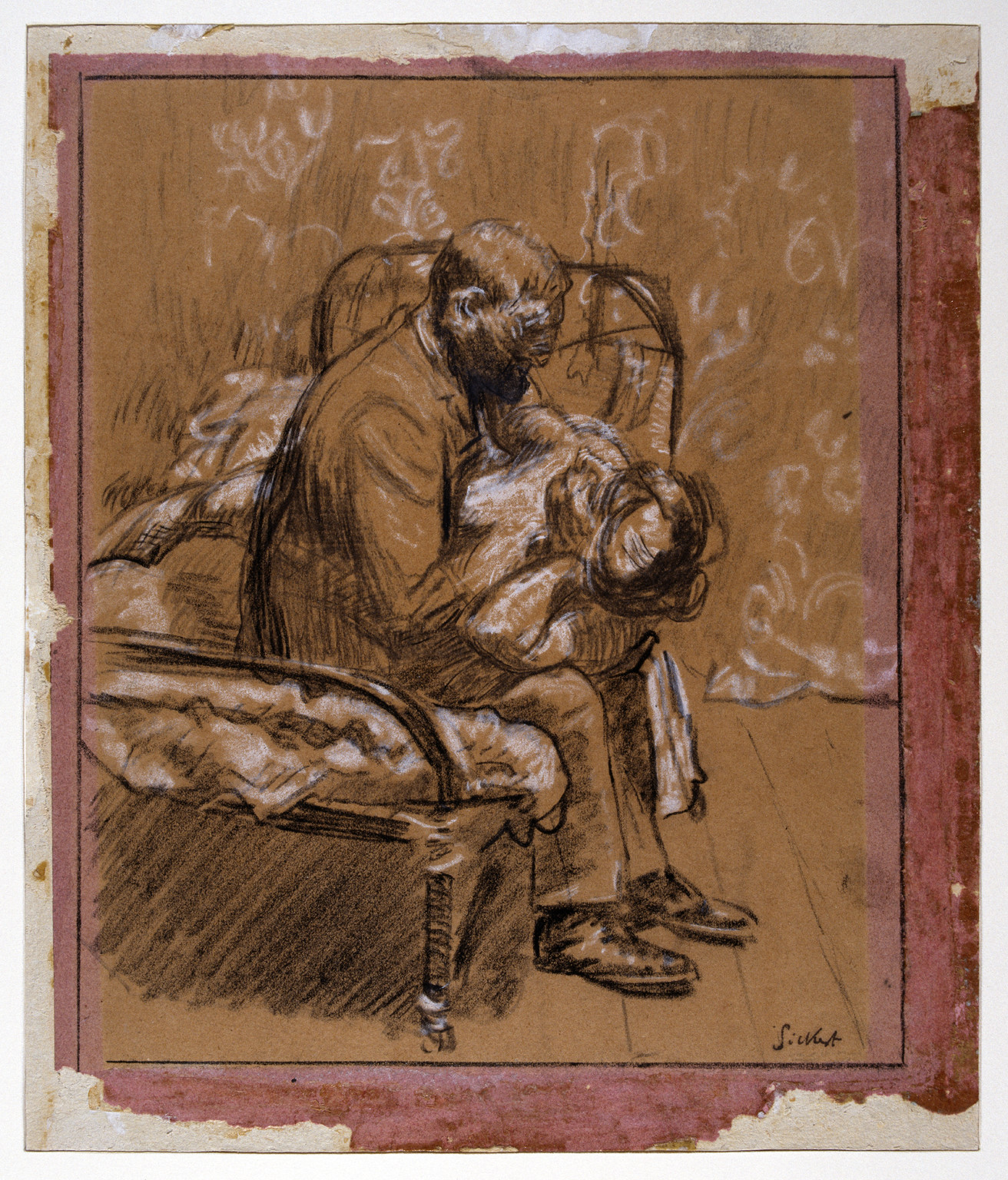
Убеждение (набросок ранее был известен как «La Belle Gâtée, или Убийство в Кэмден-Тауне»), около 1908
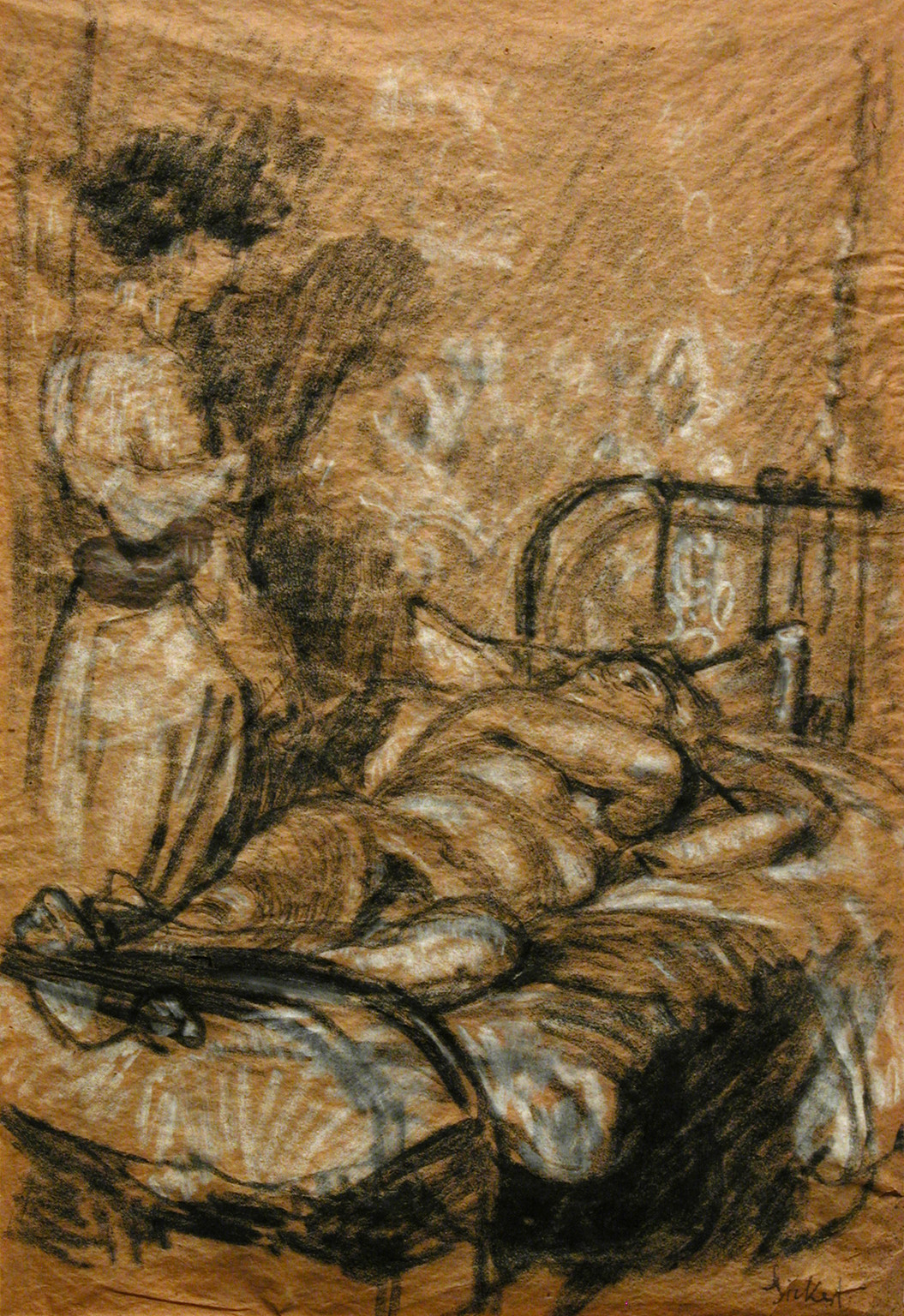
Обнажённые Кэмден Тауна. Разговор, 1908–1909
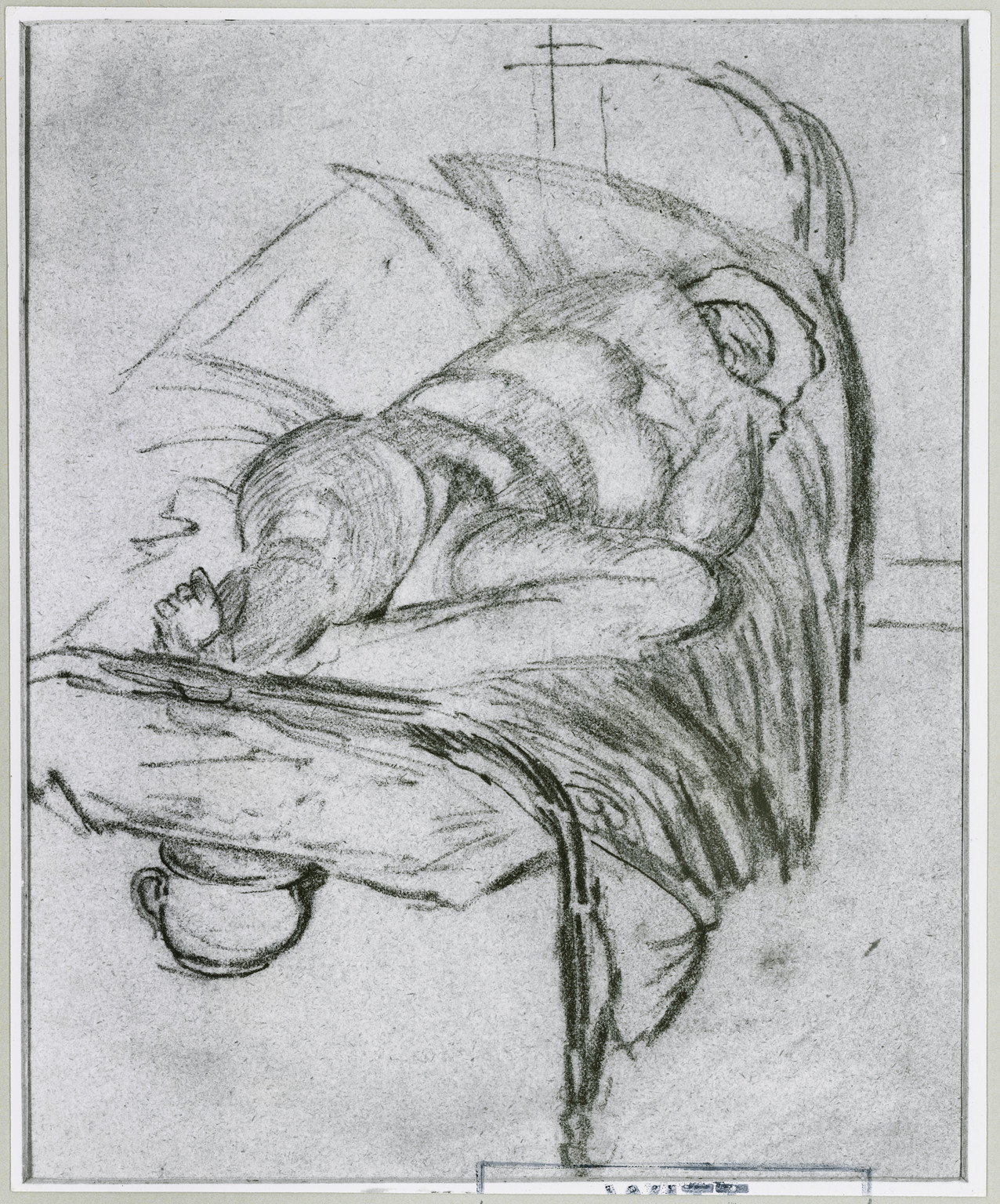
Эскиз к картине «Кэмден-таунское дело», около 1909
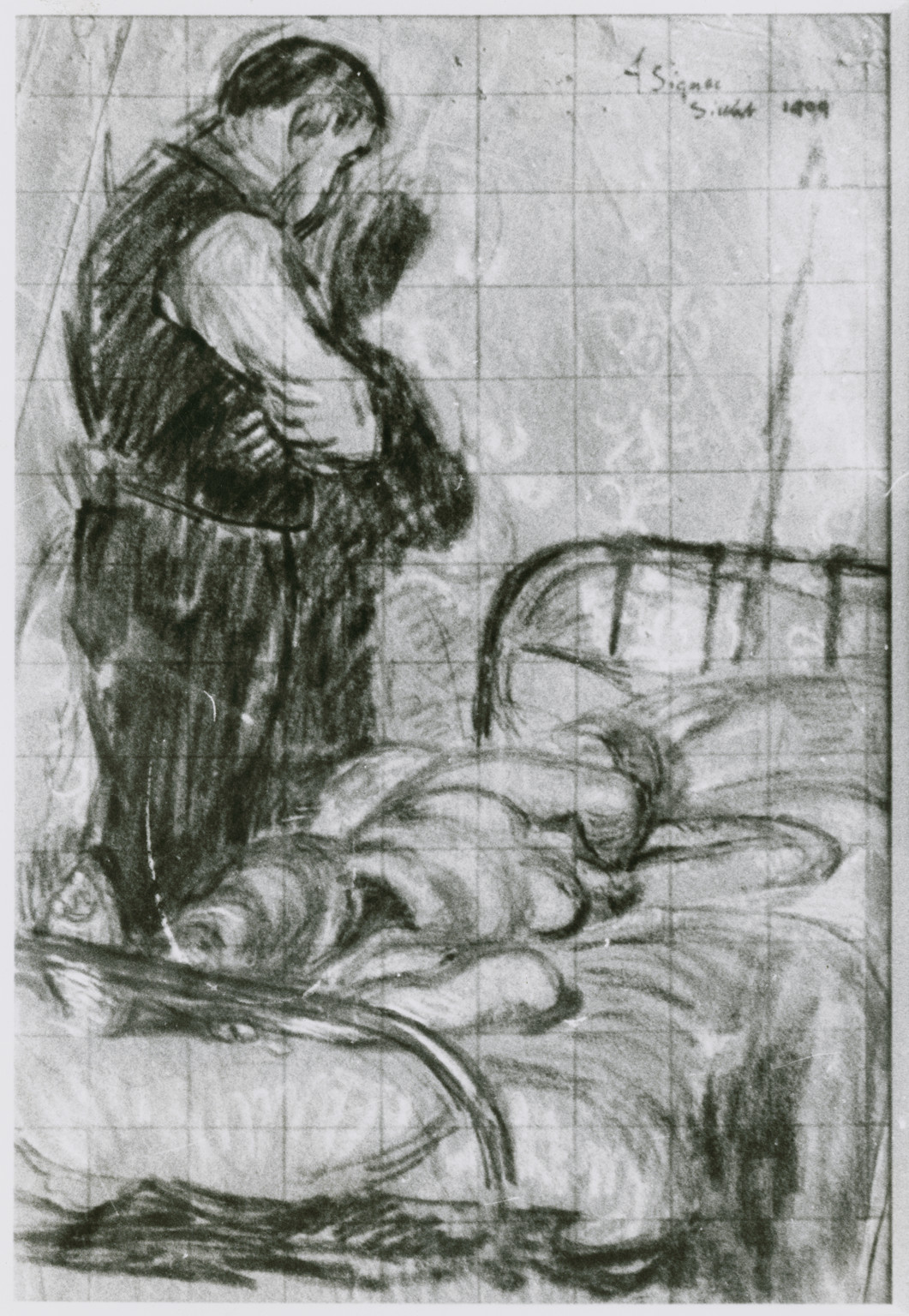
Эскиз к картине «Кэмден-таунское дело», около 1909
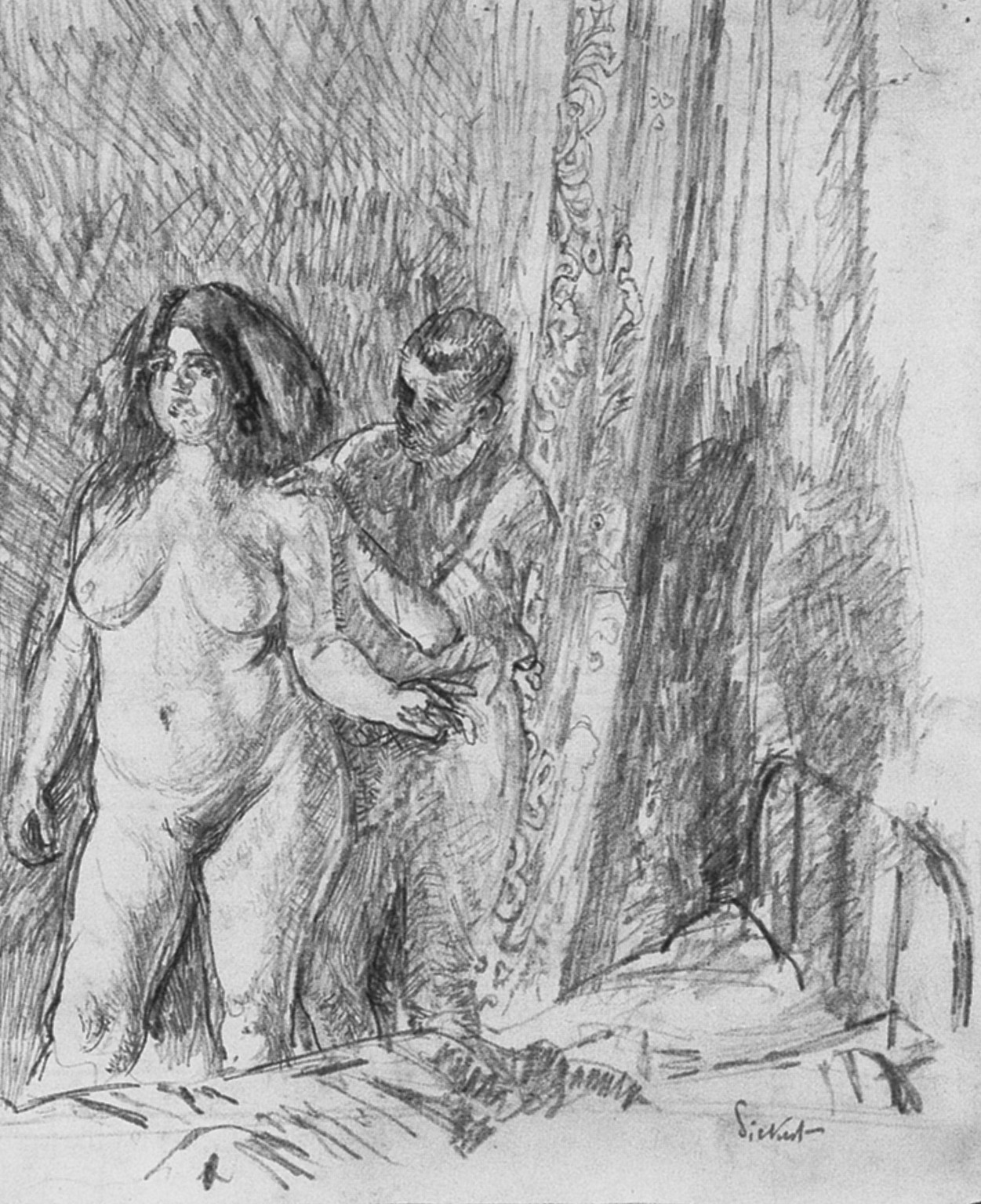
Убийство в Кэмден-Тауне, около 1909

## Название картин серии в трактовке искусствоведов
Дважды лауреат премии «Критик года» в Великобритании Вальдемар Янущак, размышляя о причинах общественного интереса к рядовому убийству ничем не примечательной проститутки, писал: «главная причина, из-за которой это конкретное убийство так сильно повлияло на общественное воображение, заключается не в том, что само убийство было настолько драматичным, а в том, что образ жизни Диммок казался таким плотским и преступным. Мысль о том, как она ведёт парней в свой дом, в то время как бедный, верный Берт упорно трудится на железной дороге, довёл эдвардианский ум до сексуального безумия».
По отношению к названию полотен Лиза Тикнер различала две близкие друг другу точки зрения, которые занимают искусствоведы со времени первых выставок, где были представлены работы из этой серии. Часть исследователей считает, что названия картин были шутливыми, вводящими в заблуждение зрителей и потенциальных покупателей, или даже не имеющими отношения к изображению (англ. «mischievous, misleading or irrelevant»). Утверждалось, что британский искусствовед и художественный критик The Sunday Times Фрэнк Раттер даже предположил, что «Убийство в Кэмден-Тауне» экспонировалось впоследствии под названием «Отец возвращается домой» (англ. «Father Comes Home») и было приобретено как «Немцы в Бельгии» (англ. «The Germans in Belgium»). Другой искусствовед Квентин Белл считал, что названия Сикерта были «добавлены наугад ради шутки или обмана более поздних исследователей».
Анна Грюцнер Робинс опубликовала страницы из каталогов к выставкам художника в галерее Карфакс 1911 и 1912 годов. Экземпляры из библиотеки Галереи Тейт содержат комментарии и зарисовки. В соответствии с ними следует, что рисунок одетого мужчины, сидящего рядом с обнажённой женщиной на кровати, имеющий название «Убийство в Кэмден-Тауне» (около 1908, частная коллекция, США), демонстрировался на выставке как «Консультация» (англ. «A Consultation»); «La Belle Gatée, или Убийство в Кэмден-Тауне» (около 1908, Музей и художественная галерея Бристоля) — как «Убеждение» (англ. «Persuasion»), «Убийство в Кэмден-Тауне, или Что нам делать, чтобы оплатить аренду жилья?» — как «Утешение» (англ. «Consolation», рисунок чёрным и белым мелом был опубликован в книге Роберта Эммонса «Жизнь и мнения Уолтера Ричарда Сикерта» в Лондоне в 1941 году, находится в частной коллекции в США). Смысл изображения меняется с изменением заголовка. Тикнер считала, что названия рисунков могут быть соотнесены и со значением картин. Благодаря этому можно говорить о двусмысленности «Убийства в Кэмден-Тауне», ссылаясь, например, на идею «утешения», а не насилия. В то же время Тикнер отмечала, что нет никаких доказательств того, что названия рисунков более ранние или более уместные, чем принятые в настоящее время для соответствующих картин, поскольку и рисунки, и картины были созданы на два-три года раньше, чем были сделаны записи в каталоге. Лиза Тикнер предположила, что рисунки получили такие названия для того, чтобы выставить их отдельно в январе 1911 года перед первой публичной выставкой картин с изображением убийств в Великобритании в июне того же года.
Появление второй точки зрения связывается Лизой Тикнер с именем английского художника и художественного критика Роджера Фрая, который ввёл в обиход понятие постимпрессионизм. В анализе творчества Уолтера Сикерта в журнале The Nation в 1911 году Фрай писал, что этот художник «почти безразличен к тому, что рисует, его заботит только манера [живописи]». По мнению Фрая, Сикерт «упорно отказывался признать влияние на разум связанных представлений об объектах. Он рассматривал исключительно их живописную ценность в отличие от их обычных эмоциональных качеств». В подтверждение этой точки зрения Тикнер приводила слова самого художника, сказанные в 1910 году: «Картины, как улицы и люди, должны иметь имена, чтобы различать их. Но имена не являются их определениями или чем-то ещё, кроме самых расплывчатых ярлыков, которые позволяют нам обращаться с ними, которые не позволяют нам ошибиться или отправить их [картины] по неправильному адресу».
Сама Лиза Тикнер считает, что, если художником использовались различные названия для разных целей, то это не означает, что они вообще не имели никакого значения для Сикерта. Современники воспринимали их как значимые ориентиры и полагали, что картина под названием «Убийство в Кэмден-Тауне» имеет какое-то отношение к убийству в Кэмден-Тауне. Если названия картин учителя Сикерта живописца Джеймса Уистлера обычно исключают повествование (за что его критиковал Сикерт), то полотна Сикерта, напротив, связаны с ним. В подтверждение этой мысли Тикнер цитировала самого Сикерта, который утверждал: «все великие рисовальщики рассказывали истории». Правда, Тикнер соглашалась с Хилтон Крамер, которая настаивала на том, что картины серии «не очень информативны в плане нанесённых на холст изображений, то есть того, что мы на самом деле видим собственными глазами». Тем не менее название задаёт процесс интерпретации изображения, и Сикерт «играет с различием между тем, что мы видим, и тем, что нам говорят». Как впервые заметил австралийский историк искусства Лу Клепак, названия картин Сикерта можно сравнить с заголовками в журнале Punch — они «создают атмосферу, в которой сюжет картины становится кульминационным… моментом истории, о которой нам нужно догадываться».
В 2013 году внимание специалистов привлекла диссертация, которую защитила Джейд Лейтон в Бристольском университете, под названием «Сила названия и кризис смысла в серии Уолтера Сикерта „Убийство в Кэмден-Тауне“» (англ. «The Power of the title and the crisis of meaning in Walter Sickert’s: The Camden Town Murder Series»), на тему названий картин серии и их соотношения с содержанием полотен.

## Художественные особенности картин, входящих в серию

### Современники о картинах цикла
Близкий друг Сикерта живописец Фредерик Браун сообщил ему, что «отвратительный характер» картин цикла «Убийство в Кэмден-Тауне» делает невозможным продолжение дружбы между ними. «Enfin!», — неожиданно для Брауна воскликнул Сикерт, и добавил: «Я слишком непривычен, чтобы меня любили. Это, несомненно, полезный опыт». Тем не менее вслед за этим Сикерт попытался сгладить негативное впечатление от своих полотен и впоследствии Браун «пересмотрел своё мнение» и «был готов возобновить… прежние отношения» с художником. Биограф Сикерта Мэтью Стёрджис, однако, отмечал, что при современности и смелости сюжета, оригинальности названий и живописной трактовки две картины Сикерта из цикла «Убийство в Кэмден-Тауне» не были самыми новаторскими работами, которые можно было увидеть на выставке 1911 года. Две работы Перси Уиндема Льюиса, представленные на выставке, «предвещали совершенно новый мир форм, созданных в результате экспериментов самых молодых постимпрессионистов. Они вызвали даже больше оскорблений, чем картины Сикерта».
Демонстрация картин серии «Убийство в Кэмден-Тауне» на выставке группы Камден-Таун в 1911 году имела значение манифеста. The Daily Telegraph даже поинтересовалась у автора, «почему он выбрал тему, более достойную „Полицейских новостей“, чем картинной галереи высокого ранга». Художественные критики разделились во мнениях относительно того, можно ли искупить «грязную» природу объекта живописи Сикерта тем, как он был написан, или рассматривая картины как живописный эквивалент литературного творчества Гюстава Флобера и Ги де Мопассана.
Обозреватель издания The Commentator, скрывшийся за монограммой E. S, писал в июле 1911 года: «Две картины г-на Уолтера Сикерта „Убийство в Кэмден-Тауне. Серия“, к сожалению, бессмысленны после колонок в полупенсовой прессе. Наши гладиаторские чувства требуют множества ужасных деталей. Крови не видно, и любое чувство ужаса, которое могло бы возникнуть, строго сдерживается. Ни один помощник редактора с Флит-стрит не отдал бы половины столбца на такое убийство. Как произведения искусства, однако, картины обладают рассеянной нервной энергией работ мистера Сикерта, но, если [говорить] серьёзно, то для изображения убийств они недостаточно убийственны».

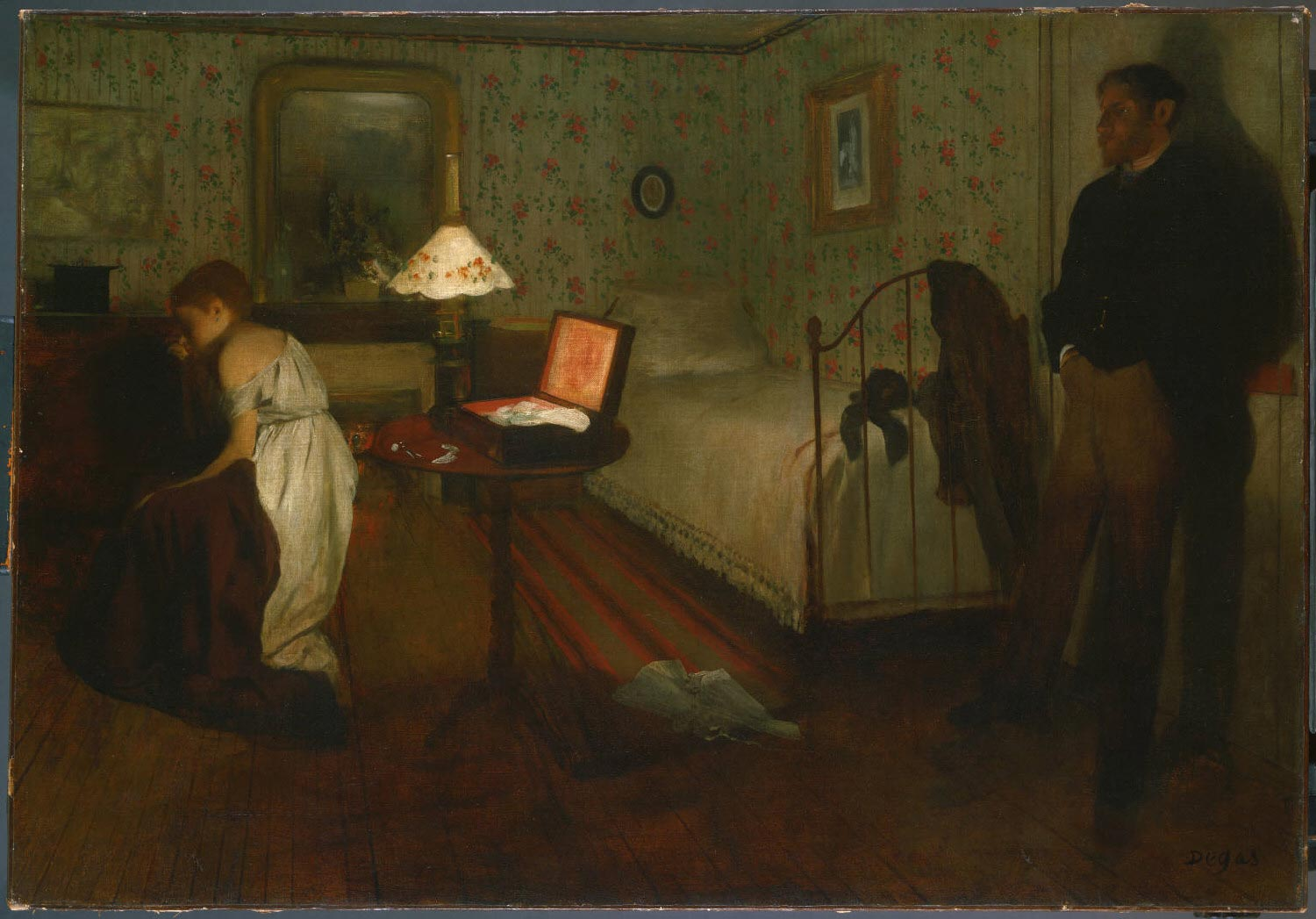
Эдгар Дега. Интерьер (Изнасилование), 1868—1869

Анонимный художественный критик газеты The Daily Telegraph отмечал, что Сикерт отказался от следования Уистлеру и показал в этих картинах стиль, «гораздо более похожий на технику французских мастеров». Он утверждал: «Мы не можем отказать ему в восхищении за его смелую и виртуозную работу в своём роде… В обеих [картинах] сидит зловещее существо, спокойно взирая в тусклом, пробуждающемся свете утра, на обнажённую фигуру женщины, растянувшейся на жалкой кушетке. Здесь г-н Сикерт описывает то, к чему импрессионисты очень редко стремятся и чего ещё реже достигают. Он сочетает драматическое [начало] с чисто визуальным впечатлением».
Известный в своё время писатель Десмонд Маккарти в The Eye-Witness писал, что обе картины цикла «Убийство в Кэмден-Тауне. Серия» обязаны своей впечатляющей силой умелой передаче художником игры света и тени: «То, как свет из окна падает на тело женщины и под кровать, оставляя фигуру мужчины в зловещей тьме, не только эстетично, но и выразительно». Он защищал право живописца выбирать себе тему: «Критики обвиняли г-на Сикерта в злоупотреблении своим талантом при изображении такого сюжета. Возражение абсурдно. В его обращении нет вульгарной сенсации или любви к ужасам, но есть творческий интерес, которым стоит поделиться [со зрителями]». Венди Бэрон отмечала, что современники Сикерта противопоставили его импрессионистам. С её точки зрения, это не совсем правильно. Его трактовка света и, в некоторой степени, фактура «отчасти были вдохновлены импрессионизмом». С другой стороны, неоднозначность его сюжета более близка «загадочной и зловещей доимпрессионистской жанровой живописи Дега». В качестве примера Бэрон приводила полотно французского художника «Интерьер» (фр. «Intérieur», известное также как «Изнасилование», фр. «Le Viol», Художественный музей Филадельфии, США, 1868—1869, холст, масло, 81,3 × 114,3 см), которое, по её мнению, Сикерт почти наверняка должен был видеть в Париже между 1905 и 1909 годами.
Историк искусства Джон Ротенштейн считал, что картины цикла — просто плохая живопись. Осознанно модернистское выдвижение фактов на первый план и «столь же осознанная актуальность» темы раздражали консервативно настроенных критиков.

### Искусствоведы второй половины XX — начала XXI веков об источниках вдохновения Сикерта при создании цикла

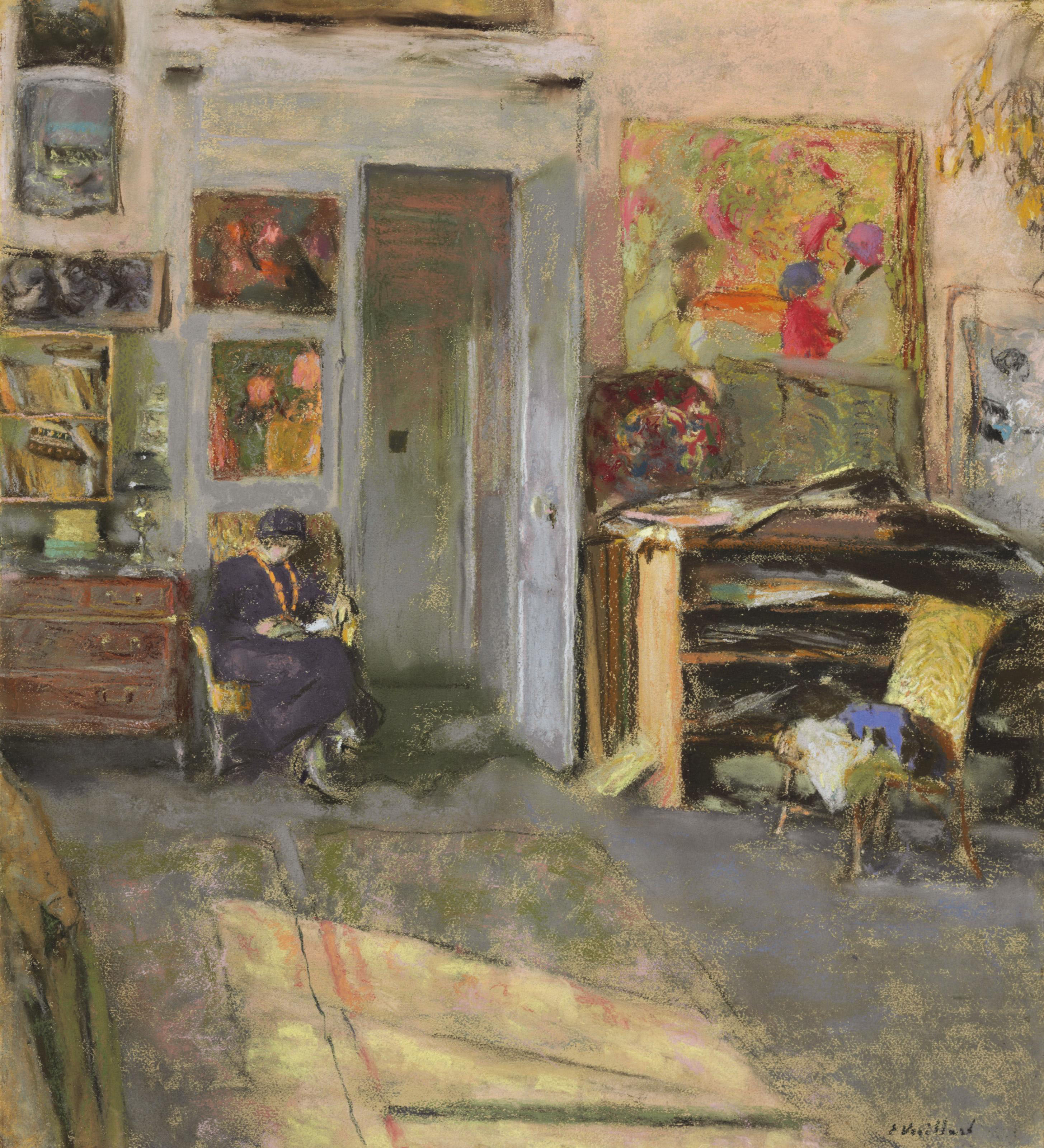
Эдуар Вюйар. Люси Белен в студии, 1915

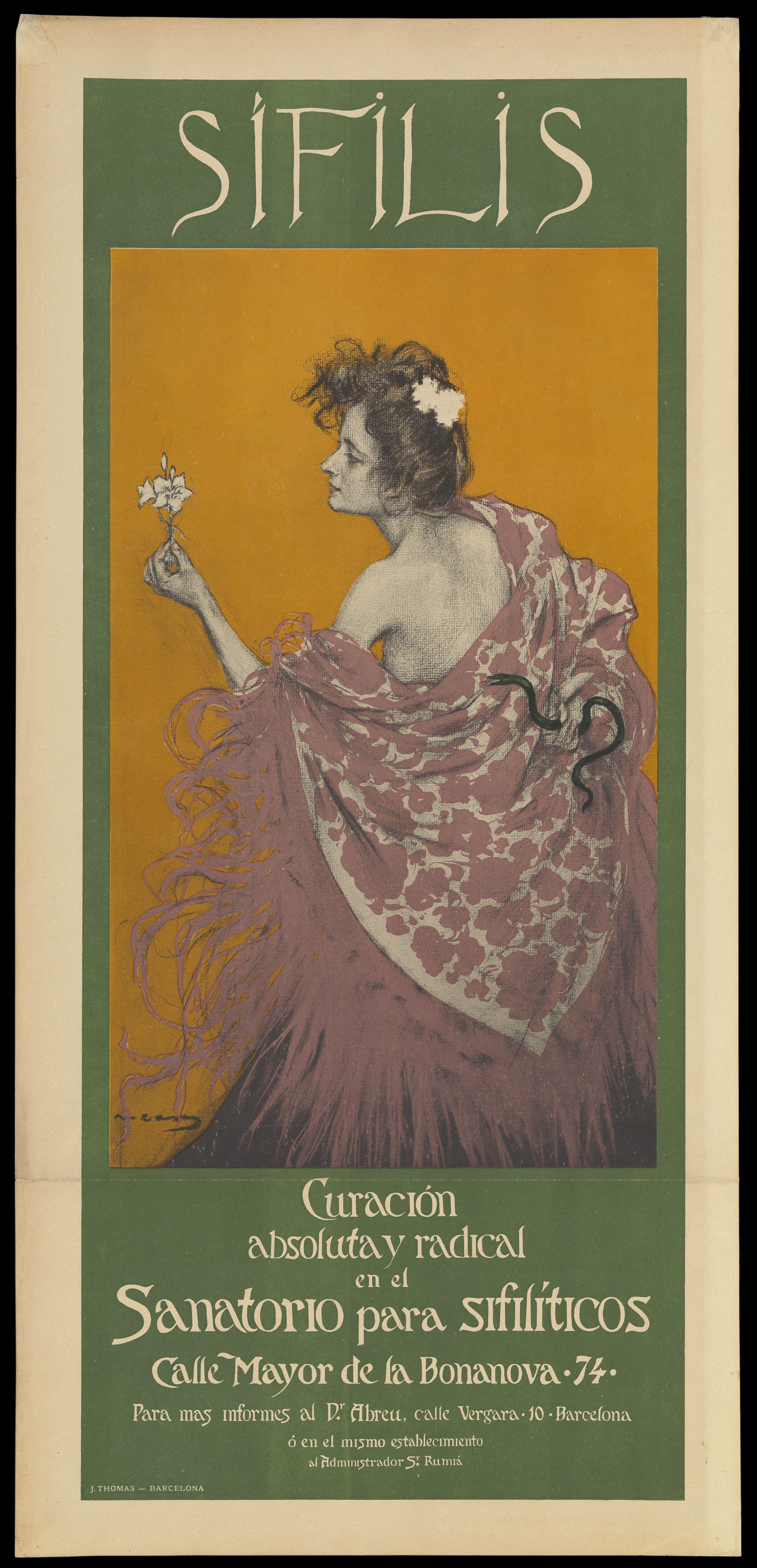
Рамон Касас. Женщина, олицетворяющая сифилис. Реклама санатория доктора Абреу для сифилитиков в Барселоне. Цветная литография, 1914

Лиза Тикнер отмечала, что живопись конца XIX века изображала «падших и умирающих женщин, гладко раскрашенных и эстетично расположенных (англ. «fallen and dying women, smoothly painted and aesthetically disposed»)». Пьер Боннар и Эдуар Вюйар преуспели в изображении «интерьеров в качестве декораций для безупречно буржуазных сюжетов». В картинах же Сикерта присутствуют «угроза и сексуальная уязвимость» (англ. «menace and sexual vulnerability»). По мнению Тикнер, Сикерт выбрал название «Убийство в Кэмден-Тауне», так как оно подчёркивает эти настроения.

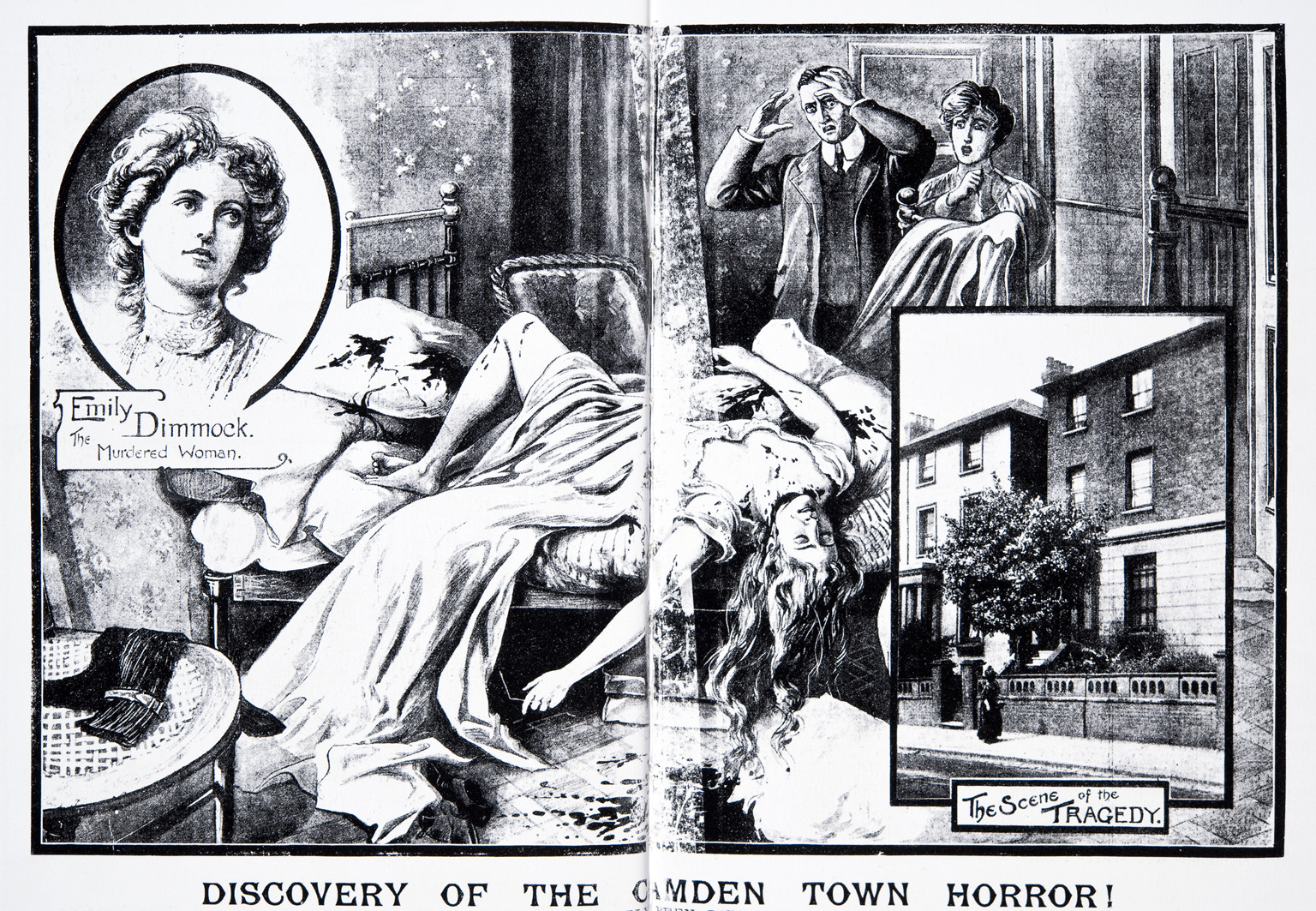
Обнаружение ужаса Кэмден-Тауна! Иллюстрация из Police Budget за 21 сентября 1907

Тикнер сравнила картины Сикерта с изображениями анонимных художников сцены убийства Диммок в газетах того времени. Эти художники не были осведомлены о деталях, выявленных в ходе дознания, и изобразили «насильственную и сексуальную смерть красивой женщины», «как если бы она была разыграна на сцене». В обеих дошедших до нашего времени иллюстрациях используется стандартная формула — сочетание самого драматического момента (обнаружение мёртвого тела) с добавленными в форме виньеток изображениями молодой красивой женщины и внешнего вида здания, сделанными под документ. По мнению Тикнер, эти изображения «представляют собой любопытную смесь… деталей репортажа и викторианской повествовательной традиции с драматическими кодами барокко и неоклассической исторической живописи». Им противостоят картины Сикерта, для которых характерны «безмолвное, зловещее, но неоднозначное общение», клаустрофобия композиции, «ощущение анонимной, шокирующе откровенной плоти средних лет». В одной из своих статей Тикнер провела аналогию между картиной Сикерта «Кемдэн-таунское дело» и «Мёртвым Христом» (1475—1478, 68 × 81 см, холст, темпера, Пинакотека Брера, инв. 352, Милан) итальянского художника эпохи Ренессанса Андреа Мантеньи.

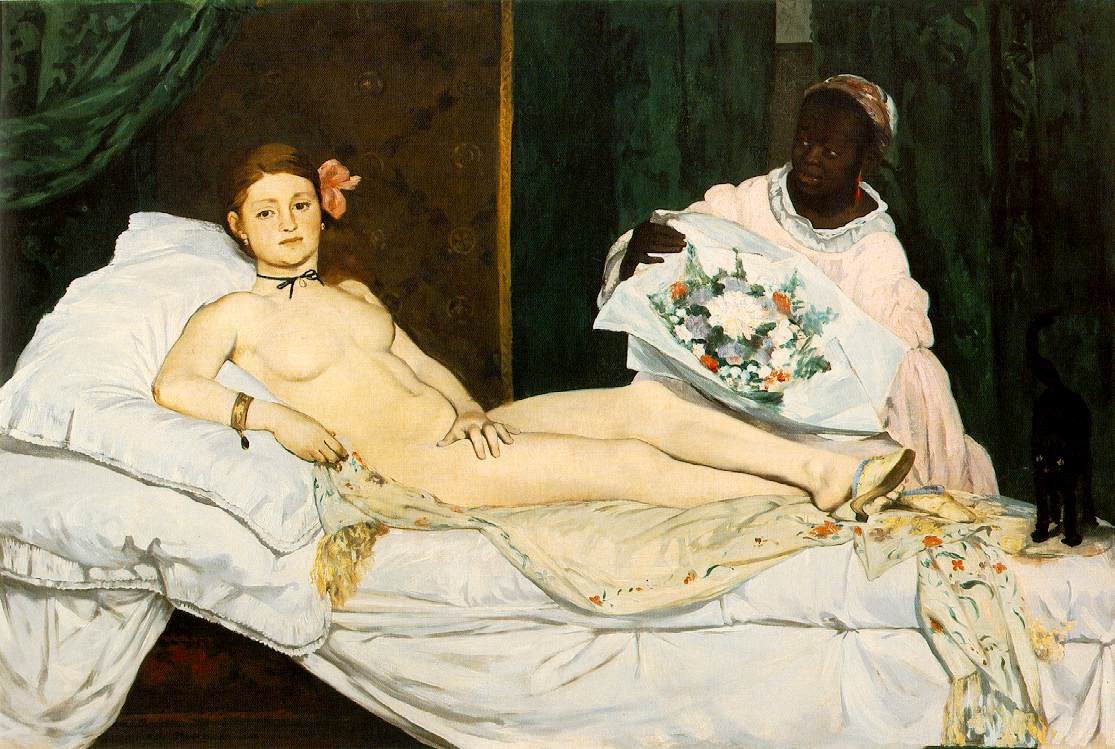
Эдуард Мане. Олимпия, 1863

В то же время Сикерт выступал против отказа от повествования в современной живописи. По мнению Тикнер, картины из серии «Убийство в Кэмден-тауне» многим обязаны графической традиции и викторианским «реалистам» Губерту фон Геркомеру и Люку Филдсу, получившим известность как иллюстраторы. Тикнер также сопоставляла картины Сикерта с жанром эдвардианской «проблемной картины» (этот жанр был характерен для позднего периода викторианской эпохи и начала правления короля Эдуарда VII, прекратив существование в 1908 году). Картины этого жанра предлагали зрителям неоднозначные с моральной и повествовательной точки зрения сцены, часто взятые из современной жизни, открытые для различных интерпретаций. В газетных публикациях и в письмах художникам зрители придумывали свои собственные повествования на основе таких картин. Профессор Боудин-колледжа Памела Флетчер утверждала, что эдвардианская «проблемная картина» была одной из попыток использовать неопределённость, присущую повествованию, для создания социально вовлечённой формы паблик-арта.
Картины серии «Убийство в Кэмден-Тауне», по мнению Лизы Тикнер, можно себе представлять как область перекрытия трёх кругов, каждый из которых является особой темой европейского искусства на рубеже XIX и XX веков. Первый из них — обнажённые модели (например, «Венера» Александра Кабанеля); второй — изображение проституток (например, женщины лёгкого поведения Эдгара Дега, присутствующие на террасе кафе), третий — «убийство» (например, полотно Оноре Домье «Улица Транснонен 15 апреля 1834 года», или полотно Поля Сезанна «Убийство»). Смешение тем «обнажённой натуры» и «проститутки» может быть представлено «Олимпией» Эдуарда Мане.
Искусствовед Стелла Тиллард находила общие мотивы в картинах цикла «Убийство в Кэмден-Тауне» Сикерта, картине Дега «Изнасилование» и в романах Эмиля Золя «Мадлен Фера» (1868) и «Тереза Ракен» (1867). При этом она считала более важным не идентифицировать общий литературный источник двух картин, а установить влияние картины Дега на творчество Сикерта. К общим чертам полотен она относила атмосферу «клаустрофобии и напряжения», созданную обоими художниками, наличие на полотне обнажённой (у Сикерта) или полуодетой (у Дега) женщины, верхняя рама обеих картин находится близко к головам персонажей, зато нижняя расположена достаточно низко. По мнению исследователя, Сикерт усилил на своих полотнах те мотивы, которые наметил французский художник.
Тиллард отмечала, что криминальная художественная литература получила широкую популярность ко времени создания Уолтером Сикертом цикла «Убийство в Кэмден-Тауне». По её утверждению, полотна были написаны «в обстановке сильного и растущего беспокойства по поводу преступности», которое и отражала литература. Преступность, как казалось современникам, демонстрировала «ужасающие доказательства порочности современного общества». Само преступление воспринималось общественным мнением, с точки зрения Тиллард, «как часть более широкого социального недуга, феномена вырождения».
Художник, искусствовед и художественный критик Реджинальд Говард Виленски защищал Сикерта от обвинения в «дурных намерениях», он настаивал на том, что «Убийство в Кэмден-Тауне» было «просто техническим экспериментом» художника. Тикнер цитировала Виленски, который считал, что Сикерт отталкивался от картины Мане «Олимпия», создавая серию «Убийство в Кэмден-Тауне». С одной стороны, художник был хорошо знаком с миром французского искусства и он определённо изучал «Олимпию». С другой стороны, «Олимпия», которая вызвала скандал в 1865 году, к началу XX века стала уже чем-то вроде работы «старого мастера». Искусствовед австралийского происхождения Роберт Хьюз видел в картинах цикла «Убийство в Кэмден-Тауне» отголоски другой картины Мане — «Завтрак на траве». Сикерт, по мнению Лизы Тикнер, отказался от изображения обнажённого тела как аллегории, передав особенности плоти, боли, веса, мышечного тонуса и уязвимости, драматизируя взаимодействие между плотью и краской, узором и формой в направлении, которое «ведёт к Бэкону и Фрейду». Он предложил зрителям «современное зрелище убийства на сексуальной почве».

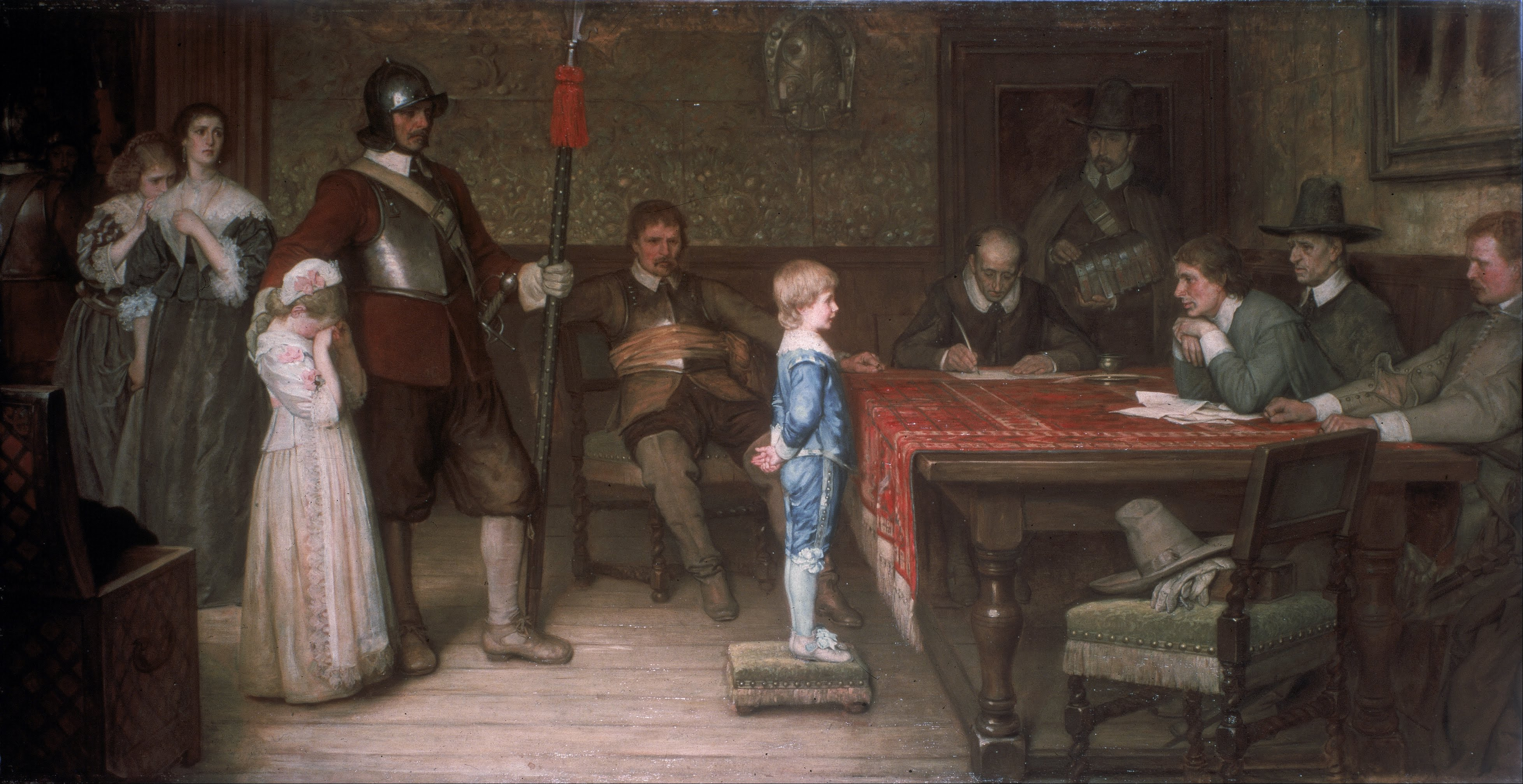
Уильям Фредерик Йимз. Когда ты в последний раз видел своего отца? 1878. Пример проблемной картины: офицер армии Оливера Кромвеля пытается хитрыми вопросами добиться правды от сына роялиста

Тикнер писала, что детективная литература включает две истории — преступления и расследования. Значение её состоит в способности «успокаивать тревогу… среднего класса „посредством применения“ современных систем научного и рационального исследования». Это не соответствует задачам газет (олицетворяющим «современность, случайность и повседневность»), которые поддерживают уже «существующий аппетит к сенсационным историям», придерживаясь при этом социальной отстранённости. Сикерт склонялся именно к этому варианту. В 1911 году критик The Times утверждал: вы «не бы могли сказать по его картинам людей, нравятся ли они ему или не нравились, хорошо ли он их знал или никогда раньше не видел». В его картинах нет даже косвенных подсказок, только атмосфера угрозы в композиции, колорите и технике нанесения краски на поверхность полотна. Хотя заголовки картин серии подталкивают к повествовательному прочтению сюжета, само изображение на них его не поддерживает. Ощущение случайности и банальности, характерное для полотен, происходит от газет, а не из литературы. Сикерт фиксировал внешний вид объектов, «то, насколько они неразговорчивы», по словам Тикнер, «вместо того, чтобы заставлять предметы и жесты изображать драму, как в викторианской „проблемной картине“».

### Искусствоведы второй половины XX — начала XXI веков о картинах серии
Пространство Сикерта на картинах интуитивно, слегка искажено, не упорядочено с точки зрения перспективы. Источники света направлены с разных сторон. Большая площадь комнаты, покрытая обоями, сбивает зрителя с толку. Во французской традиции живописи «очевидно», что обнажённые Сикерта являются проститутками. Если интерьер в квартире буржуа — пространство, отделённое от внешнего мира, то тела на неприбранных кроватях полотен Сикерта — «товар на рабочем месте». По словам Тикнер, «сексуальное насилие становится крайней, интимной версией проникновения в личную жизнь, что является их [проституток] métier». Сикерт не занимает при этом нравственной позиции, не пытается придать изображению некий смысл, но признаёт свою «вуайеристскую извращённость и компрометирует нас в этом тоже».
В одной из своих статей, посвящённой демонстрации полного цикла «Убийство в Кэмдэн-Тауне» на выставке в Лондоне, Лиза Тикнер обращала внимание, что, начиная с Шарля Бодлера и Эдуарда Мане, деятели искусства стали сравнивать себя с проститутками, так как вынуждены были продавать свои творения на рынке. Исходя из этого искусствовед попыталась идентифицировать мужского персонажа на картинах цикла. Обычно он трактуется как муж или убийца, но Тикнер предположила, что этот персонаж может также играть роль самого художника, а женщина в этом случае выступает в роли картины, над которой он работает. «Женщина / проститутка отдана на откуп рынку», — писала искусствовед. Героиня полотна — «сама Живопись, которую убивают и [одновременно] любят», — завершала свои размышления о цикле картин Сикерта Тикнер.
Художественный критик Вальдемар Янущак назвал четыре картины серии «наиболее противоречивым вкладом Сикерта в британское искусство». Художник рисовал обнажённые тела проституток ещё за несколько лет до убийства Диммок. Янущак трактовал эти изображения как бунт — он «решил рисовать обнажённые тела такими, какими они были на самом деле». Серия «Убийство в Кэмден-Тауне», по мнению художественного критика, отличается от предыдущих изображений проституток, сделанных Сикертом, только присутствием мужских фигур. Эти фигуры Янущак охарактеризовал как «угрюмые и задумчивые». В них нет насилия и жестокости. Янущак отмечал, что три из четырёх полотен первоначально экспонировались под другими названиями. С его точки зрения, художник соотнёс эти картины с убийством Диммок, чтобы привлечь внимание публики к своему искусству. На самом деле он изображает не конкретное событие, а образ жизни Диммок. Картины были замечены, но Сикерт оказался сам под обвинением в убийстве.
Картины серии — это всегда изображения, на которых присутствуют одетый мужчина и лежащая на кровати обнажённая женщина. Названия картин могут быть двойными и при этом разными, даже противоположными, по смыслу. Не существует оснований однозначно идентифицировать их сюжеты как преступления, каждую из них можно трактовать и в мелодраматическом смысле. Присутствие обнажённой женщины и одетого мужчины рассматривалось в разное время разными искусствоведами как акты отчаяния или семейная идиллия, реальная сцена, воссозданная художником на месте преступления, или его фантазии на тему, известную ему из средств массовой информации. Художественный критик газеты The Independent отмечал, что Сикерт играет немотой, присущей изображениям в целом, и сознательной живописной двусмысленностью собственных картин. Различные трактовки картин допускают реалистическое социальное толкование — критику условий существования бедноты; автоматическое письмо, выражающее скрытые мысли автора незаметно от его сознания; преднамеренное желание автора поставить зрителя в тупик, загадав ему неразрешимую загадку.
Доктор философии и преподаватель Института искусств Курто Барнаби Райт считал, что ню Сикерта располагаются между искусством и реальностью. Искусствоведы часто рассматривают их как студийные работы, созданные художником для упражнений в колористике. По мнению Райт, это противоречит тому, что зритель в действительности видит на полотнах — обнажённых женщин в дешёвых комнатах, часто как объекты сексуального влечения, находящиеся под угрозой насилия. Искусствовед считал, что в картине «Кэмден-таунское дело» включение в сцену мужской фигуры в одежде, откровенная поза обнажённой женщины и провокационное название позволили художнику «отойти от темы обнажённой натуры, возможно, из-за ощущения, что он исчерпал свой потенциал [в её изображении] за предыдущее десятилетие». Сикерт отказался от идеализированных академических стереотипов и вырвал натуру из стабильного контекста. По словам Райта, «сегодня эти картины кажутся нам чрезвычайно современными именно потому, что они не поддаются классификации [изображения женщины на них] как „нагой“ или „обнажённой“» (англ. «precisely because they defy categorisation as either „the naked“ or „the Nude“»).
Вэнди Бэрон считала «Кэмден-таунское дело» самой драматичной и убедительной из картин цикла. Это единственное полотно без альтернативного названия. Исследователь писала, что некоторые из подготовительных рисунков к этому полотну содержат детали убийства Эмили Диммок. Вместе с тем картина не является «буквальной иллюстрацией какого-либо фрагмента истории убийства». Тело Эмили Диммок на самом деле лежало лицом вниз, её светлые волосы были закреплены булавками. Во время предварительного следствия из-за отсутствия признаков сопротивления жертвы убийце была принята за основу версия, что горло женщины было перерезано, пока она спала.
Бэрон прослеживала прямую связь изображений обнажённых натурщиц, сделанных на Морнингтон Кресент в 1907 году, с картинами цикла «Убийство в Кэмден-Тауне», в частности с полотном «Летний день, или Где нам взять деньги на оплату жилья?». Эту картину искусствовед считала «одной из самых плотных и мощных двухфигурных картин Сикерта». Она отмечала текстуру густо вкраплённой краски, использование направленного света для выделения важных деталей, массивность форм и объёмов, «удивительно неподвижную атмосферу сцены», прямолинейную геометрию композиции (фигуры расположены под прямым углом, что перекликается с прямым углом кровати). Заголовок «Что нам делать, чтобы оплатить аренду жилья?», по мнению Бэрон, лучше соответствует атмосфере апатии и уныния, чем «Серия „Убийство в Кэмден-Тауне“».
По мнению Сьюзан Сидлаускас, создавая картины цикла «Убийство в Кэмден-Тауне», Сикерт играл роль режиссёра. При этом он не только руководил действиями натурщиков, но и сам активно вживался в образ убийцы проститутки. Именно с этим искусствовед связывала эпизод из воспоминаний Марджори Лилли.

## Цикл картин Уолтера Сикерта в культуре
В 2006 году валлийская художница Джулия Робертс создала серию из пяти офортов под названием «Портфолио Сикерта». Цикл основан на выдвинутых против художника обвинениях в серийных убийствах. Три офорта портфолио изображают женщин в спальне, один является портретом самого Сикерта, ещё один — стилизованный под эпоху модерна титульный лист. Название и композиция одного из офортов с обнажёнными женскими фигурами («Кэмден-Таунское дело», 38,0 × 30,5 см, входит в коллекцию Национальной галереи Шотландии, GMA 5533 C) основаны на картине Сикерта 1909 года, связанной с нераскрытым убийством проститутки Эмили Диммок в Камден-Тауне в 1907 году.
В 2014 году художник и фотограф Наташа Нидерштрасс представила в художественной галерее Occurrence в Монреале серию фотографий, на которых модели участвовали в реконструкции полотен Уолтера Сикерта. Сама Нидерштрасс утверждала, что её привлекла двусмысленность картин художника: «Каковы отношения между двумя персонажами? Это влюблённая пара или палач и его жертва?». Создание последовательности фотоизображений, по её мнению, позволяет предлагать зрителю различные трактовки произведения и создавать целый ряд возможных вариантов повествования. В реконструкциях каждый раз участвовали два персонажа, отношения которых, по утверждению фотографа, «амбивалентны». Нидерштрасс считает, что тематика картин Сикерта остаётся до настоящего времени авангардной, а методы, использованные художником, «близки определённым современным тенденциям».

### Комментарии
1. ↑  Детальная реконструкция событий этого преступления осуществлена в книге Джона Барбера «Убийство в Кэмден-Тауне: Жизнь и смерть Эмили Диммок»[1], краткое изложение содержания книги можно найти в его же статье 2002 года[2].
2. ↑  Вальдемар Янущак[англ.], художественный критик The Sunday Times, дважды обладатель награды «Критик года» Великобритании, увидев единственную известную в настоящее время её фотографию, охарактеризовал Диммок как «обычную брюнетку с лошадиными чертами лица, извращённо одетую в форму матроса». Отец Диммок владел пабом в Хартфордшире. Из-за сложных отношений с ним девушка ушла из дома в 16 лет, начав работать прислугой на севере Лондона. Из-за сокращения рабочих мест со временем она стала проституткой. Средства массовой информации, по мнению Янущака, превратили Эмили Диммок в прекрасную блондинку, «двойника леди Ди». Он писал: «Грязное маленькое убийство в Кэмден-Тауне превратилось в сцену из оперы Пуччини»[5].

Лиза Тикнер излагала несколько другую версию биографии жертвы убийства. Она, в частности, писала, что Диммок была младшей из 15 детей в семье и начала свою трудовую жизнь, поступив на фабрику соломенных шляп[англ.] в Бедфорде. Проституция, по мнению Тикнер, в начале XX века могла быть не только дорогой к физической и моральной деградации, как это принято считать в настоящее время, но и временным решением жизненных проблем. Эмили Диммок, которая была молода, общительна и состояла в отношениях с Шоу, с точки зрения искусствоведа, вполне могла изменить свою судьбу[6].
3. ↑  Лиза Тикнер признавала широкую распространённость этой легенды, считая, что ответственность за её возникновение могла лежать на самом Сикерте, но утверждала, что она не соответствует истине. Фигура на картинах более крупная, с бакенбардами и, возможно, с усами. Персонажу Сикерта «не хватает орлиных черт Вуда, а также „синего саржевого костюма“ и „потрёпанного, но благородного внешнего вида“, упоминаемых в полицейских описаниях»[6]. Венди Бэрон в монографии 1973 года утверждала, не называя его имени, что натурщиком для «двухфигурных картин этого периода был человек, обвинённый, но в конечном итоге оправданный, в убийстве»[21].
4. ↑  В работе Джейд Лейтон приводятся несколько другие размеры — 51 × 41 см[30], в монографии Бэрон 2006 года приводятся размеры 48,2 × 38,1 см[31], а в её же монографии 1973 года — 48,3 × 38,1 см[21].
5. ↑  В монографии Бэрон 1973 года приводится другой размер — 50,8 × 44,5 см и указывается, что первым владельцем был почитатель творчества Сикерта Роберт Эммонс[33].
6. ↑  В монографии Бэрон 1973 года приводится другой размер — 25,4 х 35,5 см и указывается, что в то время полотно находилось в частной коллекции[35].
7. ↑  В названии полотна автор использовал французское слово «L’Affaire», имеющее значение: 1) дело, 2) коммерческое дело, предприятие, 3) сделка, афера, 4) дело, тяжба, процесс, 5) стычка, бой, дело…[38].
8. ↑  В монографии Бэрон 1973 года приводится 8 описаний набросков, сделанных Сикертом в процессе работы только над картиной «Кэмден-таунское дело»[21].
9. ↑  В монографии Бэрон 1973 года другой размер — 26,7 × 20,3 см, сообщается, что работа подписана автором в нижнем правом углу, и она на тот момент находится в частной коллекции[35].
10. ↑  Лиза Тикнер отмечала, что слова «Что нам делать, чтобы оплатить аренду жилья?» были припевом песни из репертуара мюзик-холла. С другой стороны, проституция для многих женщин того времени была последним средством выплаты арендной платы[6].
11. ↑  «The Nude» обозначает в английском языке простую фиксацию отсутствия одежды, а «the naked» имеет более негативный оттенок — это не просто человек без одежды, но смущённый этим или находящийся из-за этого в уязвимом положении. По мнению Барнаби Райта, Сикерт остро чувствовал различие между этими словами и поэтому даже написал отдельную статью «The naked and the Nude», которую опубликовал в журнале The New Age за 21 июля 1910 года[59].